# La Boca
La Boca (A Bocca /a ˈbuka/ in lingua ligure) è un barrio (quartiere) di 46.494 abitanti di Buenos Aires, capitale dell'Argentina. Deve il suo nome al fatto di sorgere alla foce (in spagnolo: boca) del Riachuelo nel Río de la Plata. Sorto come porto fluviale nella prima metà del XIX secolo, La Boca è caratterizzata da una forte impronta italiana, in particolar modo ligure, che ne ha influenzato gli aspetti storico-culturali. Oggi giorno è uno dei quartieri più celebri e visitati della capitale argentina. 

## Geografia
La Boca è situata nella parte sud-est del territorio della capitale argentina, presso la confluenza del Riachuelo, che segna il confine con la provincia di Buenos Aires, nel Río de la Plata. Confina a nord con i quartieri di San Telmo e Puerto Madero, ad est con il Rio de la Plata, a sud con il partido di Avellaneda e ad ovest Barracas.

## Storia
L'area dove sorge l'attuale quartiere de La Boca rimase di fatto disabitata per tutta l'epoca coloniale a causa delle continue inondazioni e della lontananza dal centro cittadino. A partire dagli anni trenta del XIX secolo però iniziarono ad insediarsi nell'area, ancora di fatto disabitata, numerosi immigrati provenienti per lo più dalla regione italiana della Liguria. Il prezzo contenuto dei terreni, nonché la presenza del Riachuelo, che di fatto formava l'unico porto naturale della capitale argentina, aveva consentito la nascita in epoca rosista di un piccolo insediamento. I liguri della Boca erano dediti principalmente alle attività legate alla navigazione fluviale, come il commercio e la cantieristica navale, e all'artigianato. Nel 1871 il quartiere, insalubre e privo dei più elementari servizi igienici, fu uno tra i più colpiti dall'epidemia di febbre gialla che causò in tutta la capitale argentina oltre 13.000 vittime.
Nel 1876 fu fondato dagli immigrati genovesi un movimento separatista di carattere politico-elettorale per ottenere l'autonomia amministrativa sulla gestione locale del quartiere e del porto; a questi si aggiunsero altri, più drastici, che proposero di puntare sull'indipendenza territoriale; nel 1882 gli abitanti della Boca si autoproclamarono República de la Boca, issando la bandiera di Genova e costituendo un territorio indipendente dall'Argentina: firmarono un atto formale che inviarono al re d'Italia Umberto I, informandolo della costituzione della República Independiente de La Boca; il presidente Julio Argentino Roca dovette intervenire personalmente a parlamentare con i rivoltosi per costringerli ad ammainare la bandiera di Genova e risolvere il conflitto.
Nel 1895 la Boca contava su una popolazione di circa 38.000 abitanti, di cui solo 2.500 immigrati spagnoli. Con la continua crescita dei traffici navali e delle attività portuali ed industriali, il quartiere continuò a crescere e ad espandersi. Alla fine del XIX secolo ai liguri s'andarono ad aggiungere altre migliaia d'immigrati italiani, provenienti principalmente dal Meridione, ma anche ebrei, provenienti dall'Europa centrale ed orientale, spagnoli, greci e francesi. il Linguaggio comune di questa moltitudine che popolava La Boca era il dialetto genovese, segno ancora incontrovertibile dell'influenza e dell'importanza che mantennero i liguri all'interno del barrio. Il relativo isolamento dal resto della città, nonché la forte presenza italiana, contribuirono a sviluppare una particolare e solida identità che aveva tra i suoi pilastri l'editoria popolare e l'associazionismo.
Sul finire degli anni venti del XX secolo, con fine dei traffici navali, dirottati verso il nuovo porto di Buenos Aires, nella zona di Retiro, La Boca perse la sua vitalità economica trasformandosi rapidamente in un quartiere povero e degradato. Agli europei, a partire dagli anni cinquanta, s'andarono poi a sostituire immigrati provenienti dai paesi limitrofi come l'Uruguay, il Paraguay e la Bolivia. Il declino, accentuato anche da una conseguente avanzata della criminalità, iniziò ad arrestarsi dagli anni '90, quando le strade centrali de La Boca furono convertite in una popolare attrazione turistica. 
Oggigiorno il quartiere si è affermato come uno dei principali poli del turismo della capitale argentina, grazie alla presenza di artisti di strada, musei, istituzioni culturali e de La Bombonera, la casa del Boca Juniors.

## Cultura
José Ceppi, alias Aníbal Latino, in suo libro, scrisse che nel resto di Buenos Aires parlano della Boca come di un'altra città. L'artista più noto della Boca è il pittore Benito Quinquela Martín, che sempre ha rappresentato nelle sue opere scene di vita quotidiana del porto.
La Boca è il settore cittadino più visitato dai turisti di Buenos Aires, anche perché la Boca è molto legata all'immaginario del tango.
La Vuelta de Rocha, dove il Riachuelo fa un'ampia curva, è uno dei suoi luoghi più caratteristici assieme al mercatino dell'artigianato ed al Caminito.

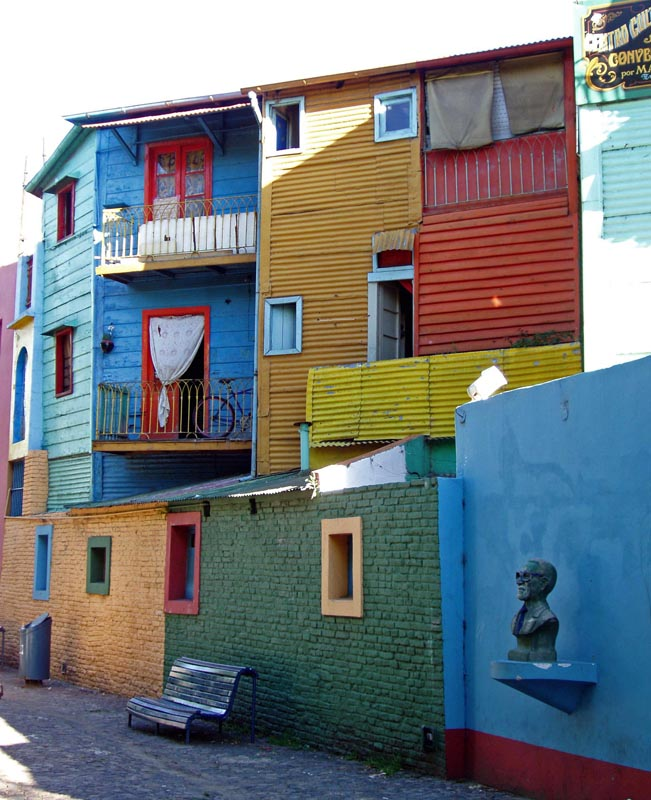
Le vecchie case colorate della Boca.

Il "Caminito", è una via con case colorate, dall'antica tradizione degli immigranti di dipingere con sgargianti pitture navali i frontoni delle casette; le case venivano dipinte con le rimanenze di vernice usata per le chiatte da trasporto merci che transitavano nel Riachuelo e negli anni questo è diventato un motivo di attrazione per i turisti.
Uno dei locali italiani più vecchi e noti è Rancho Banchero, fondato dalla famiglia genovese Banchero, che ha il suo negozio principale nell'Avenida Almirante Brown all'incrocio con la calle Suárez, e propone cucina popolare argentina ed italiana, caratteristiche gastronomiche della Boca come la fugazza con queso (sorta di variante locale fugassa genovese con abbondante aggiunta di formaggio) e la fainá (la fainâ genovese, ovvero la farinata); nella cultura popolare risultante dalla mescolanza interculturale della Boca si incontrano alcune figure tipiche portuali come el bombero (il pompiere), la prostituta, el cafishio (dal genovese stocchefiscio), el enano, el el equilibrista ed el borracho (ovvero l'ubriaco).

## Monumenti e luoghi d'interesse
La Boca è uno dei quartieri più famosi e visitati di Buenos Aires. Tra le principali attrazioni che richiamano i turisti vi sono la celebre strada di Caminito, caratterizzata dalle casette dipinte e dai numerosi artisti di strada che vi lavorano, e lo stadio Alberto José Armando, universalmente noto come La Bombonera, sede e campo di gioco del Boca Juniors.
Altro monumento simbolo del barrio è il ponte trasportatore Nicolás Avellaneda, costruito tra il 1908 ed il 1914. La chiesa del quartiere è dedicata a San Giovanni Evangelista e fu costruita in stile neoclassico italiano tra il 1883 ed il 1886.

## Galleria d'immagini

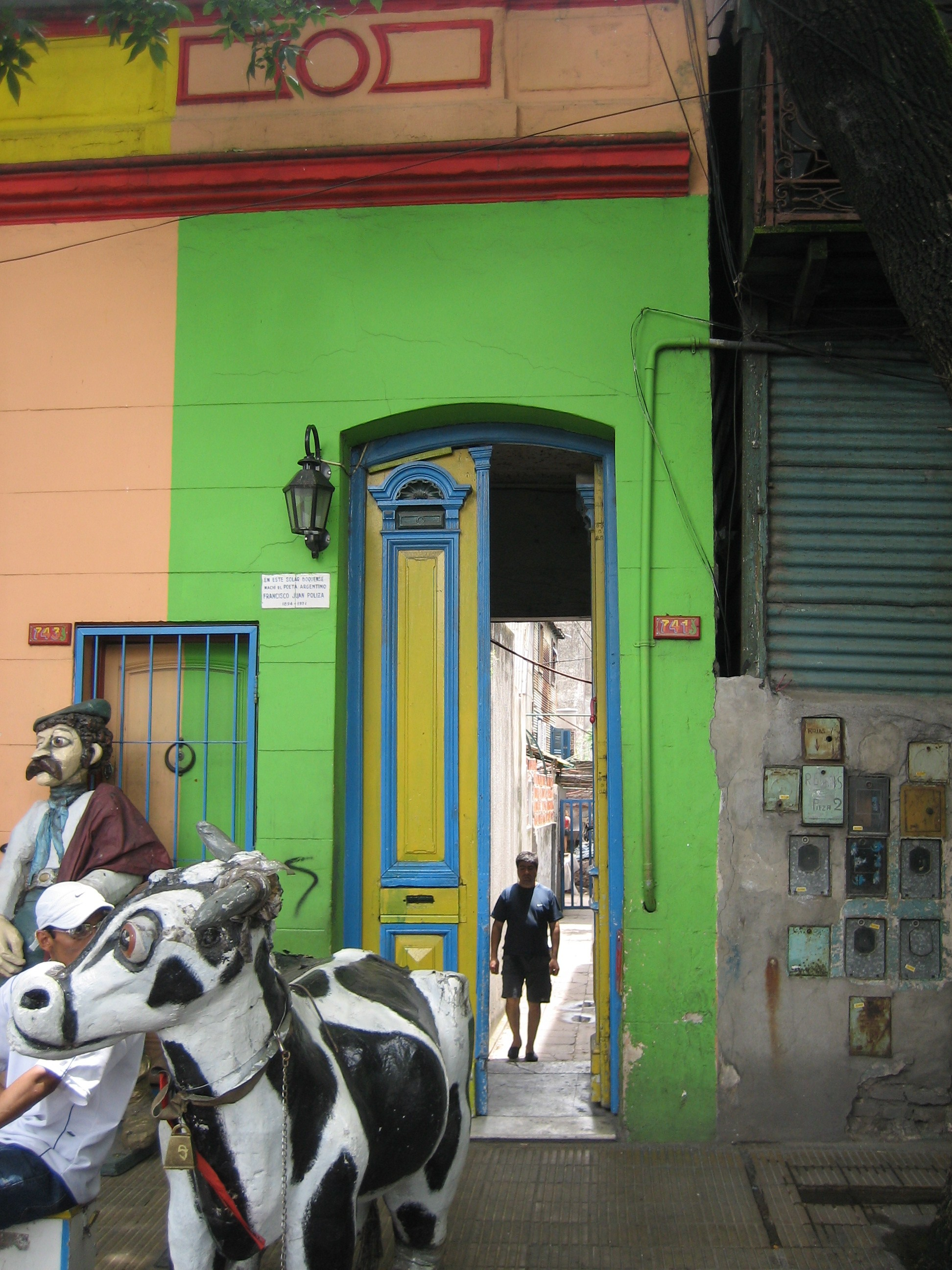
Aráoz de Lamadrid 741
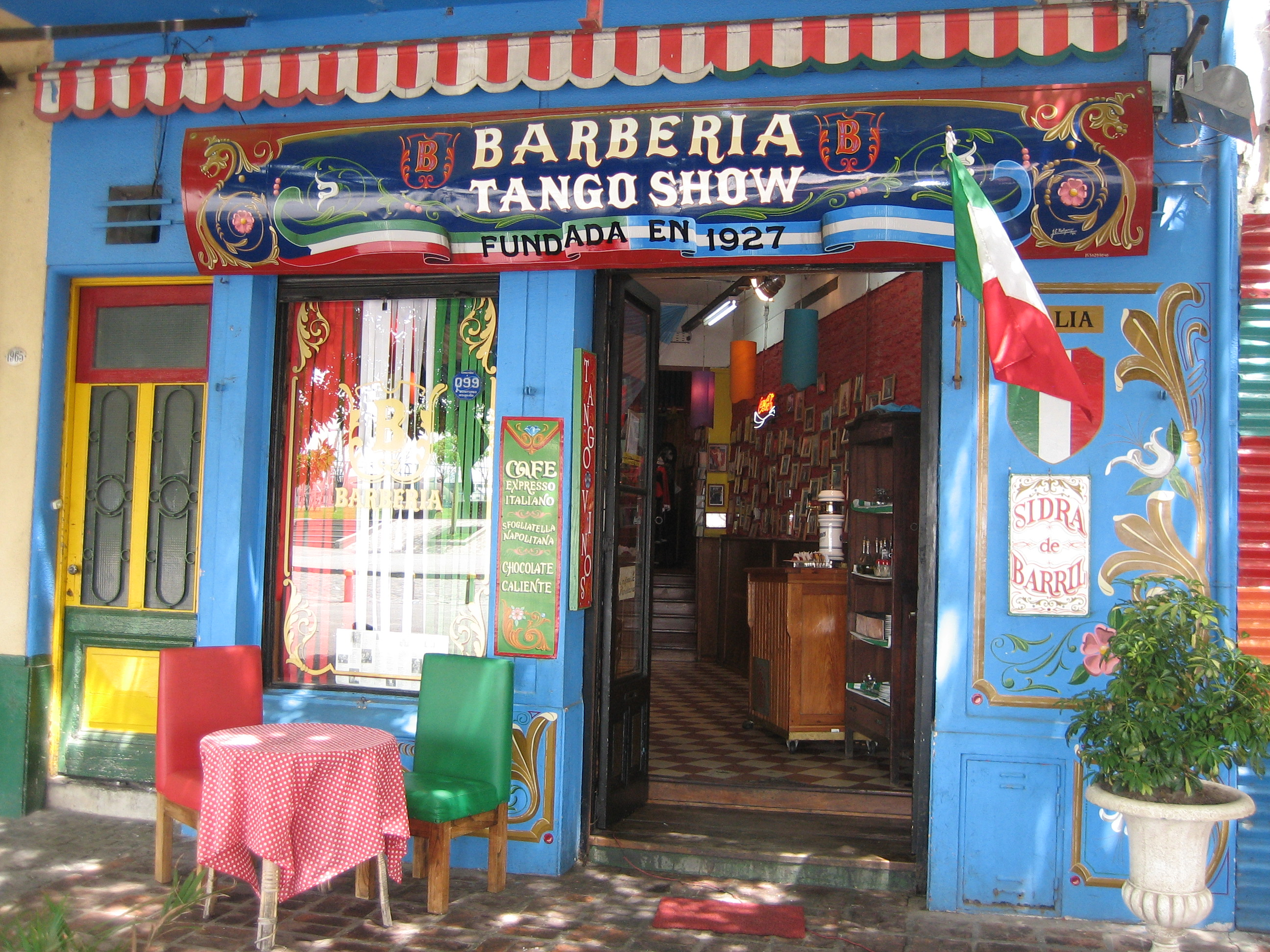
Barberia Tango Show
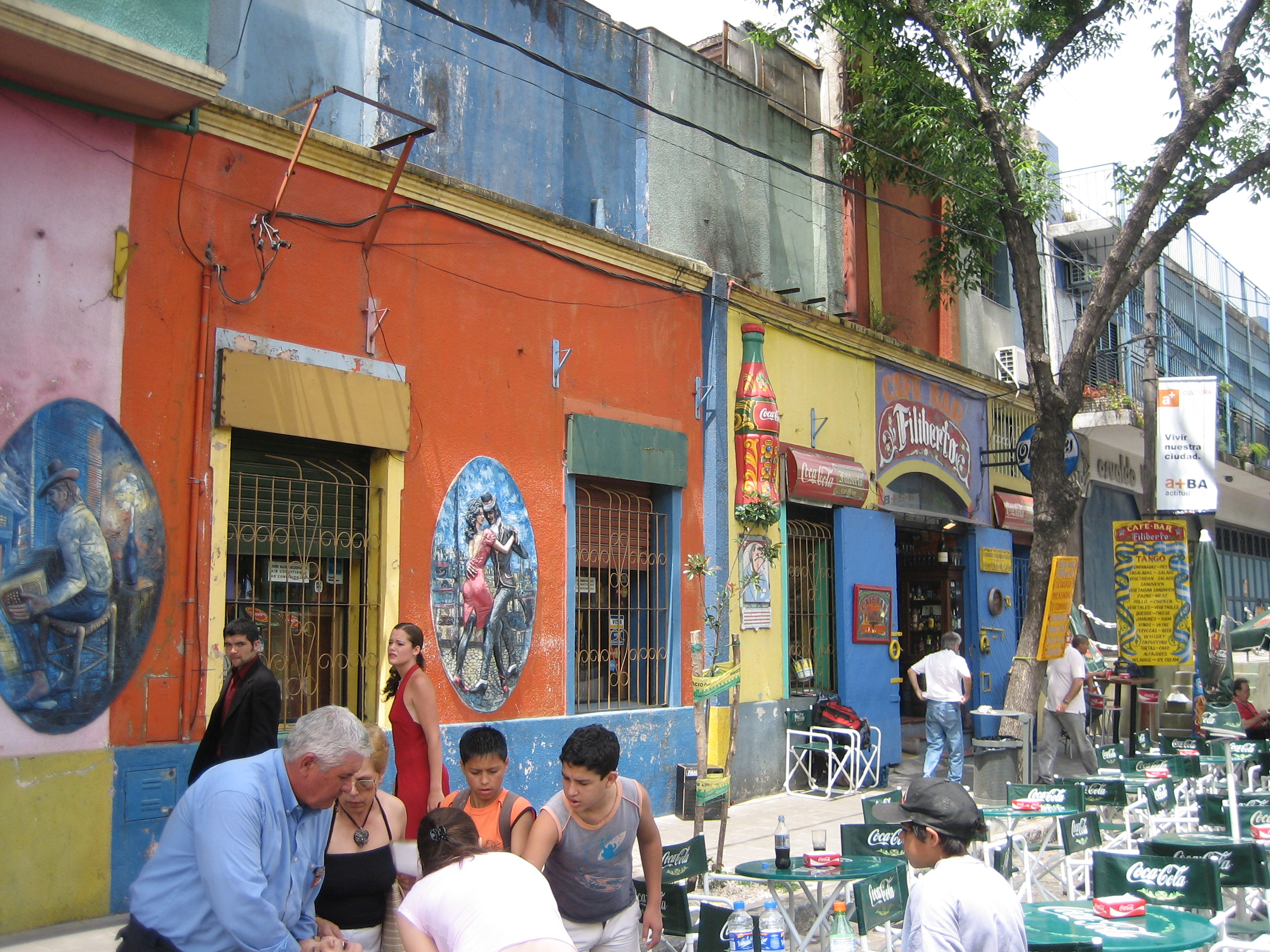
Cafe Bar Filiberto
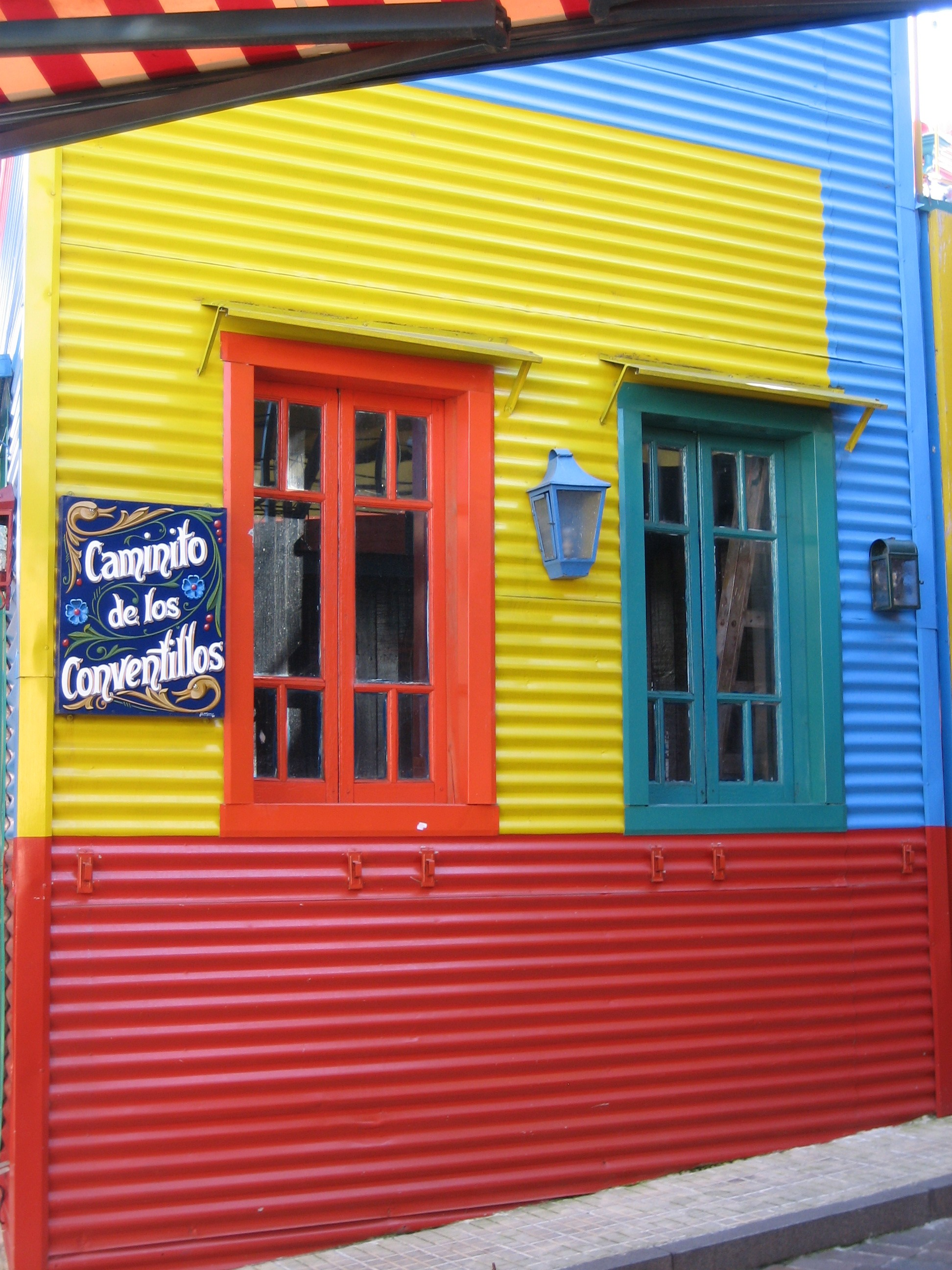
Caminito de los Conventillos
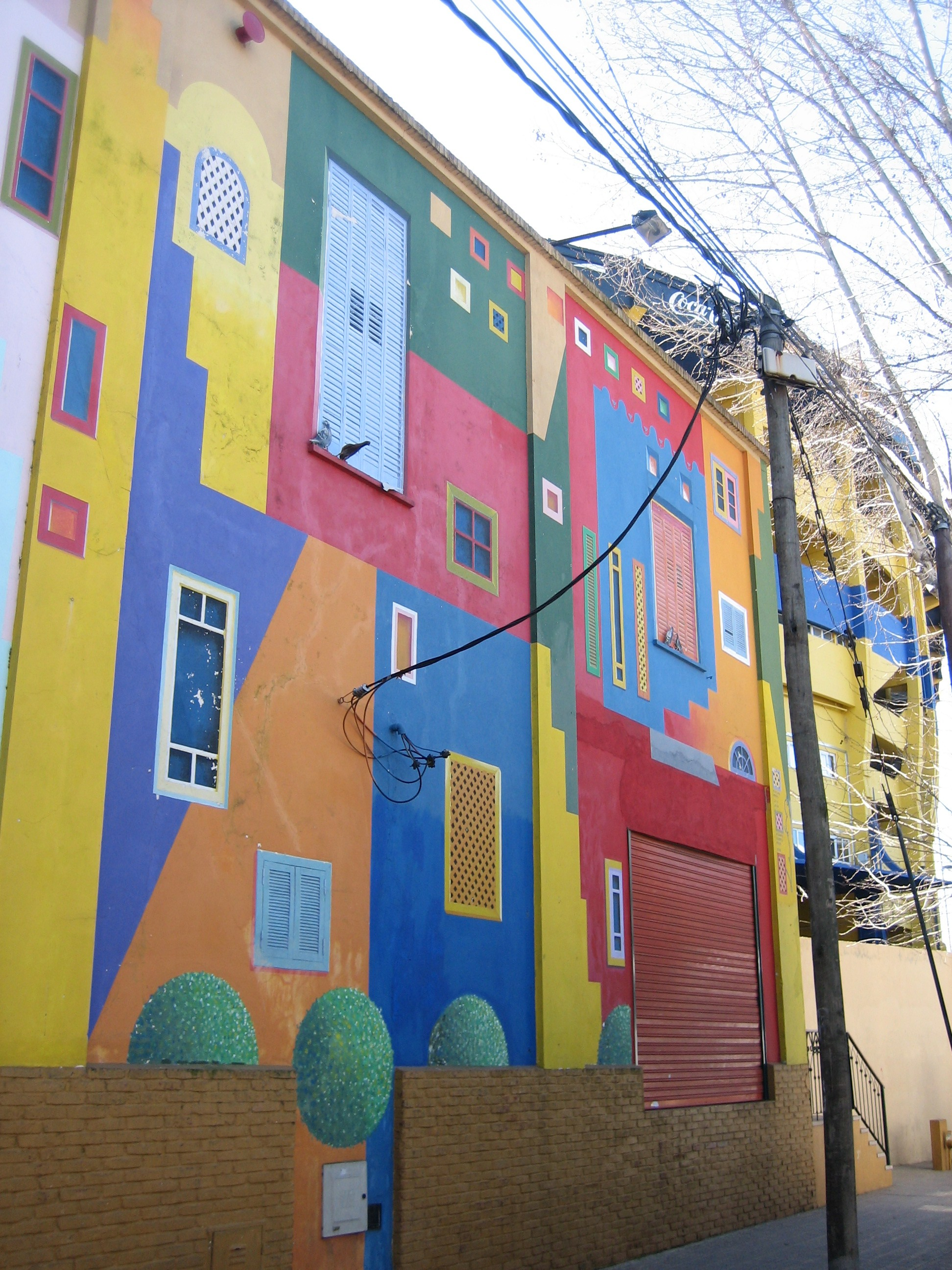
Caminito de los Conventillos
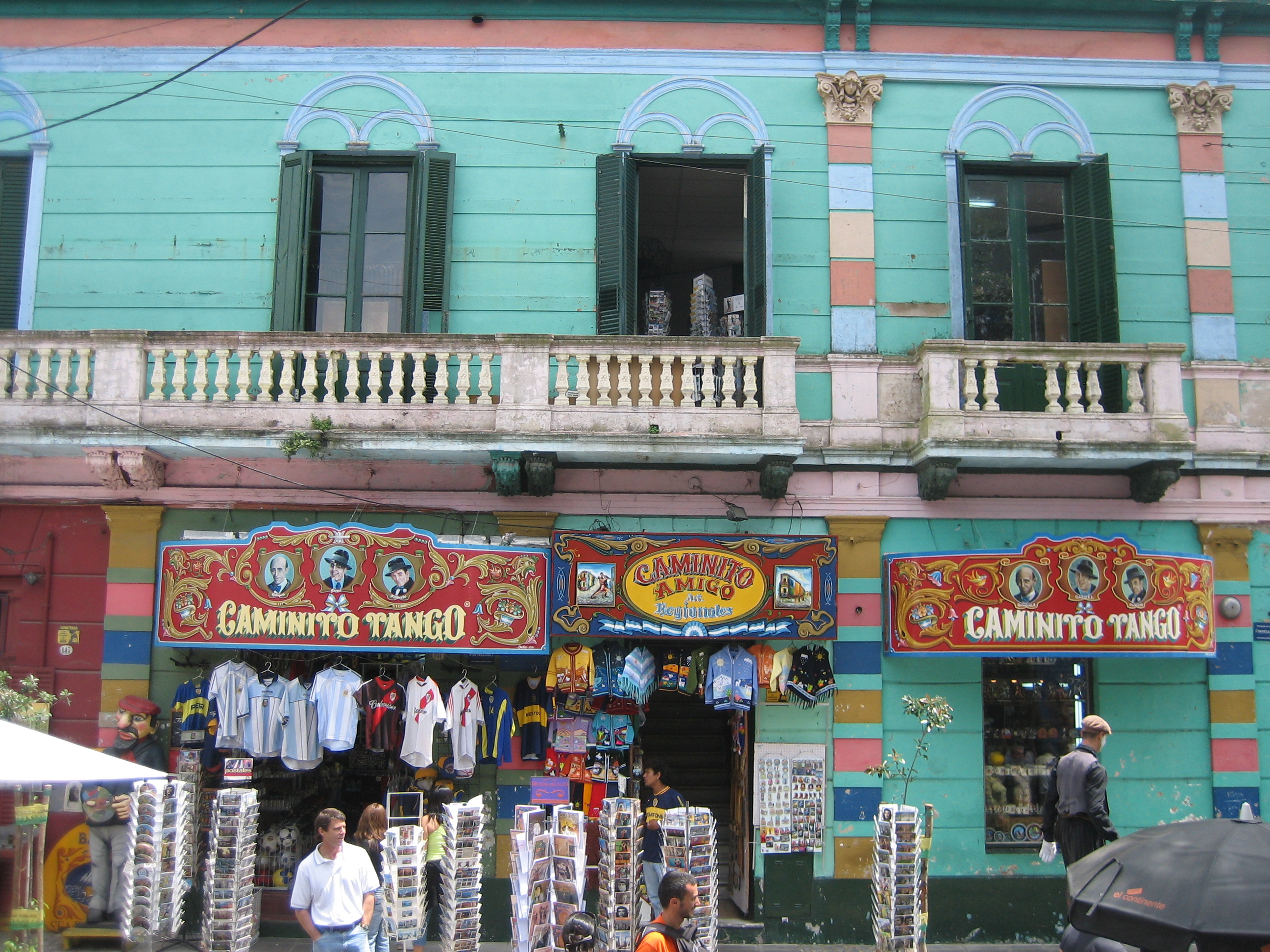
Caminito Tango
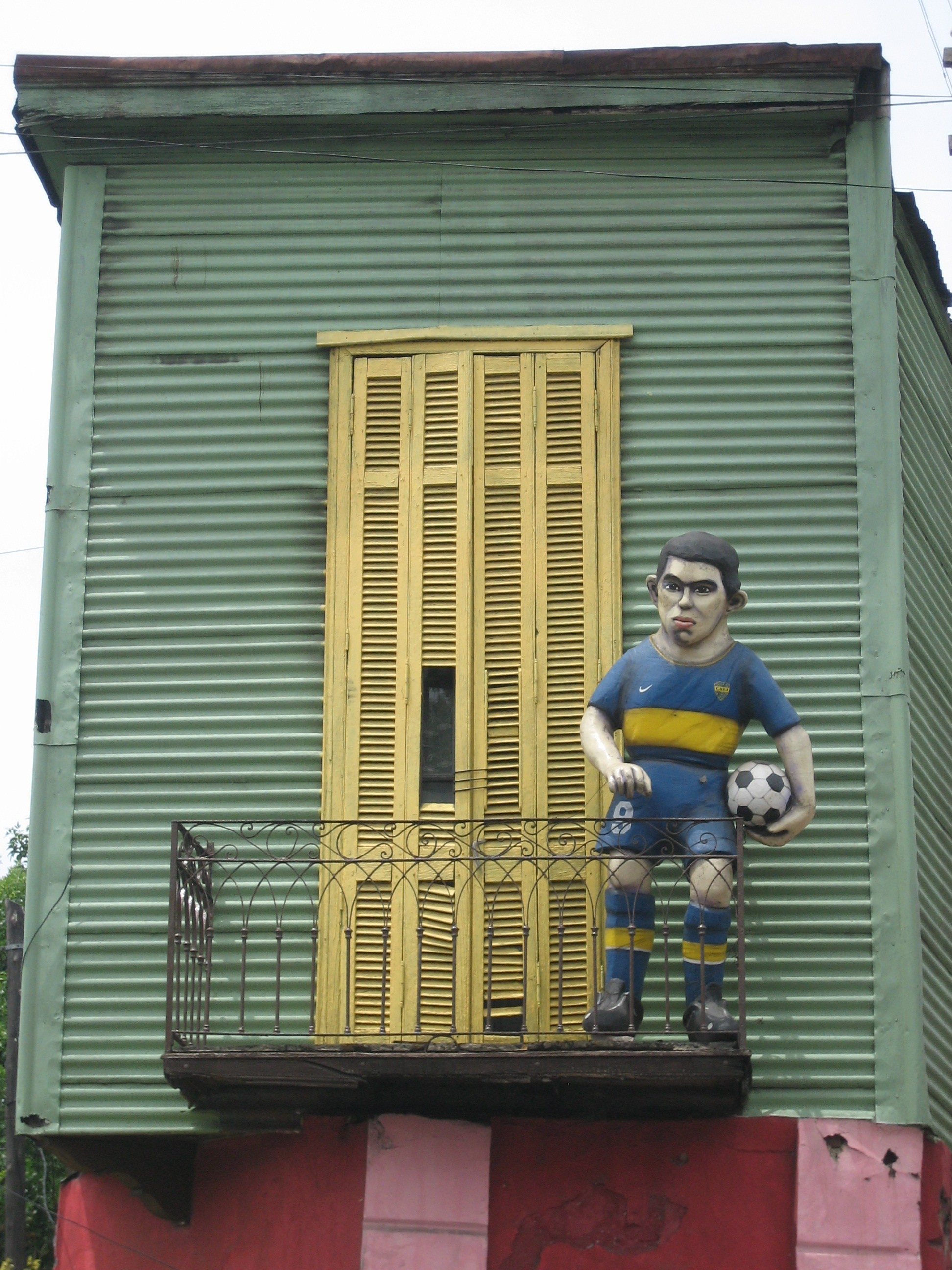
Riproduzione di Carlos Tevez
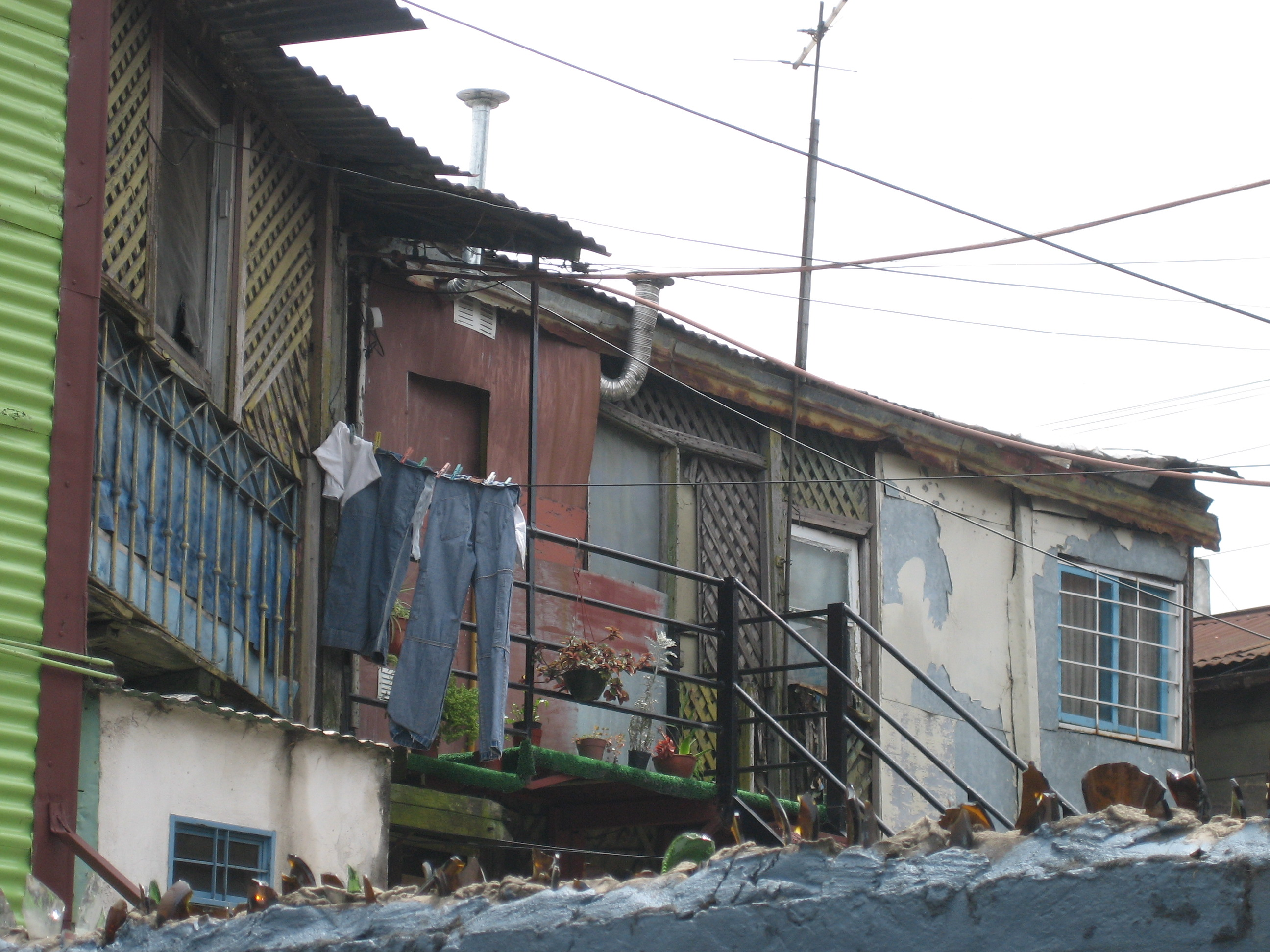
Casa nella Calle Garibaldi
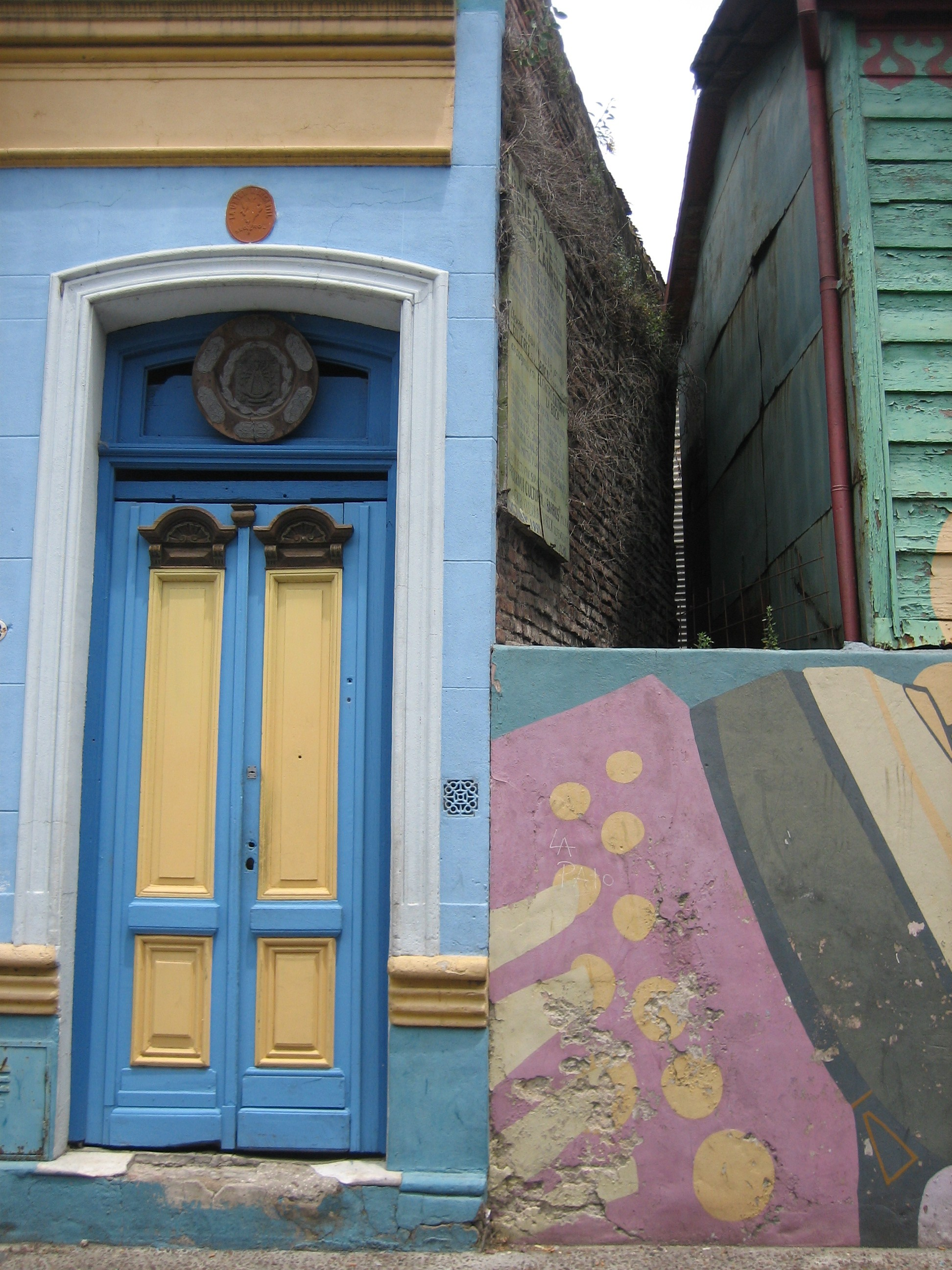
Case della Boca
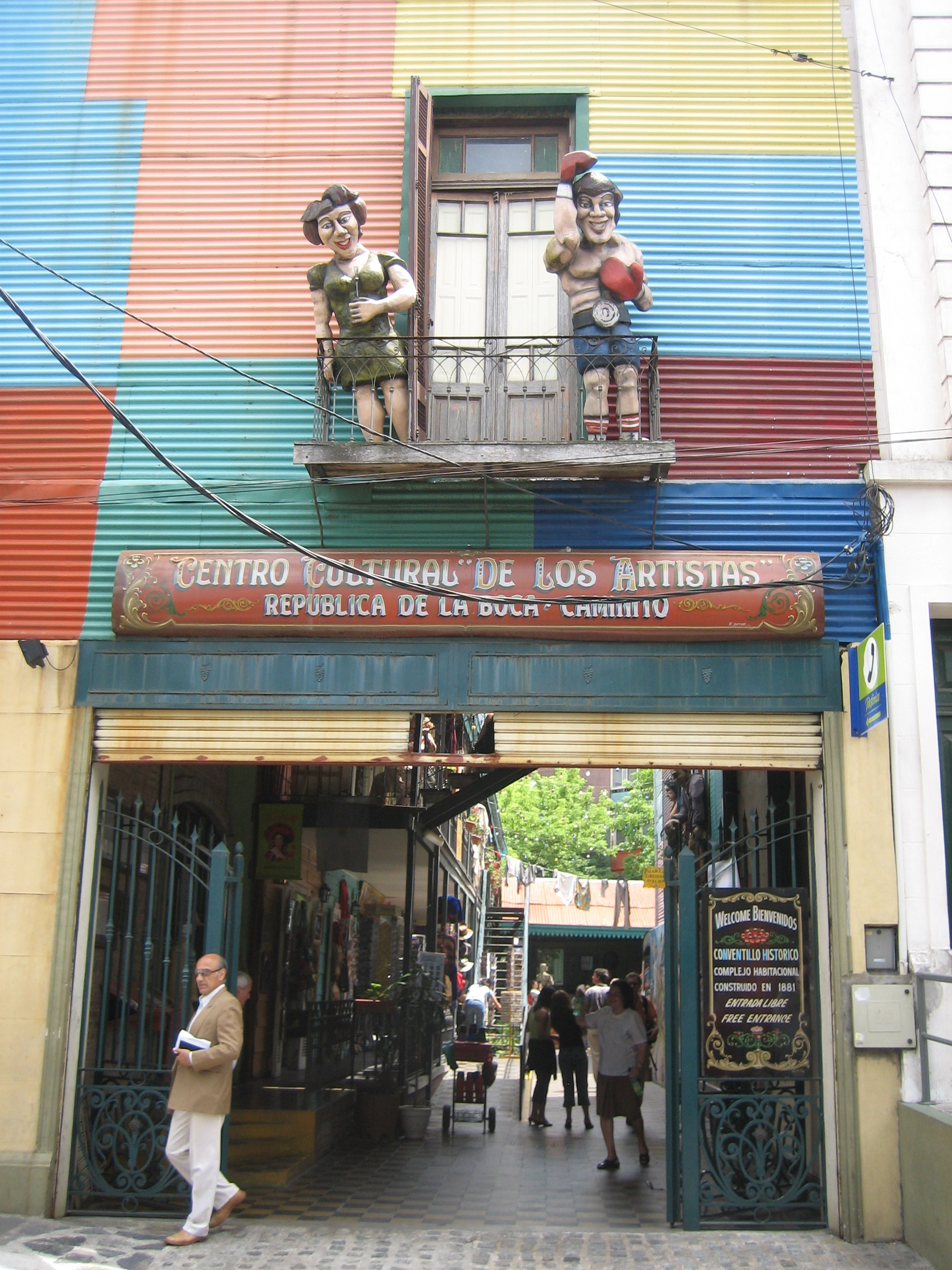
Centro Cultural de los Artistas
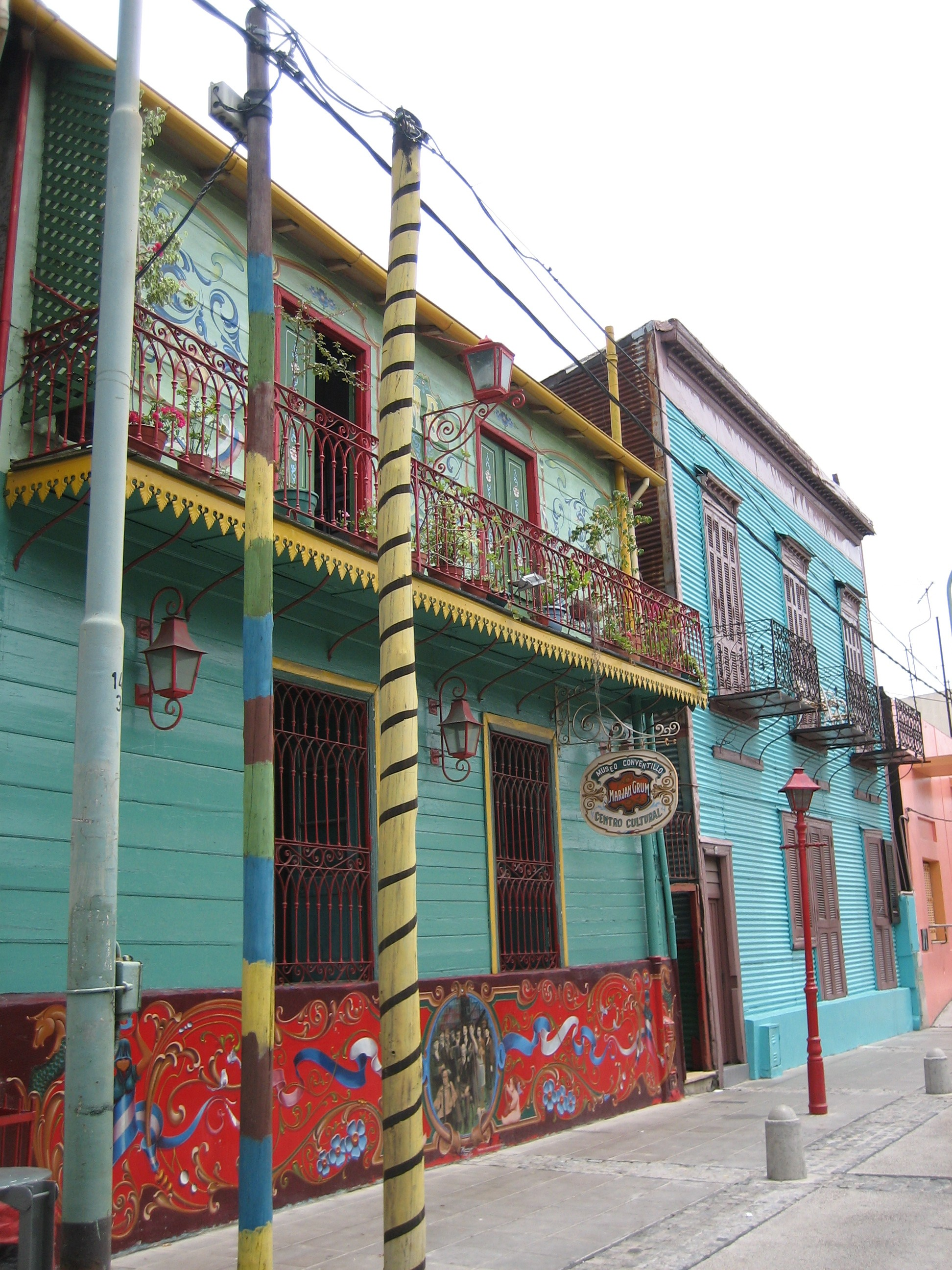
Centro Cultural Marjan Grum
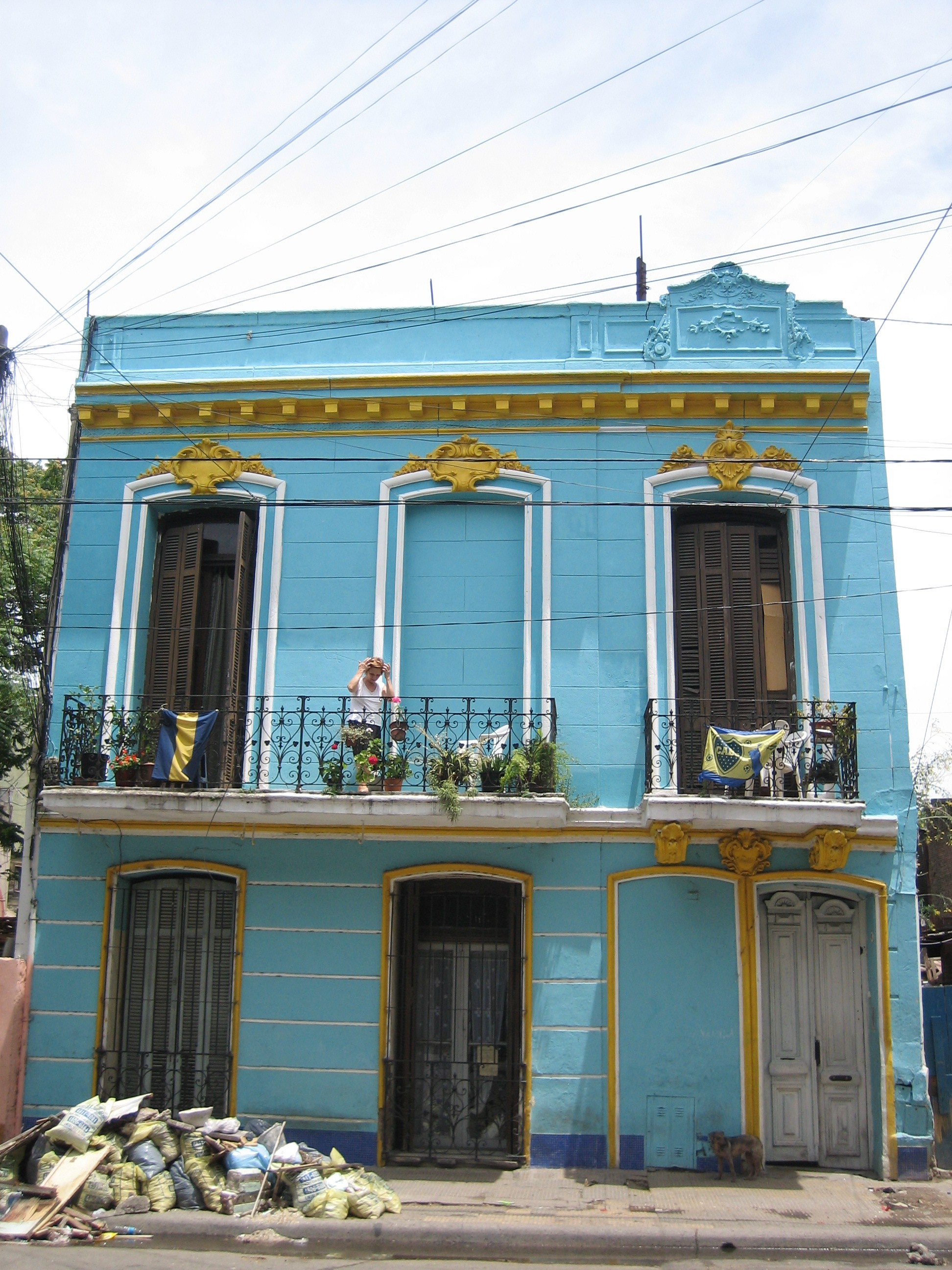
Tipica casa della Boca
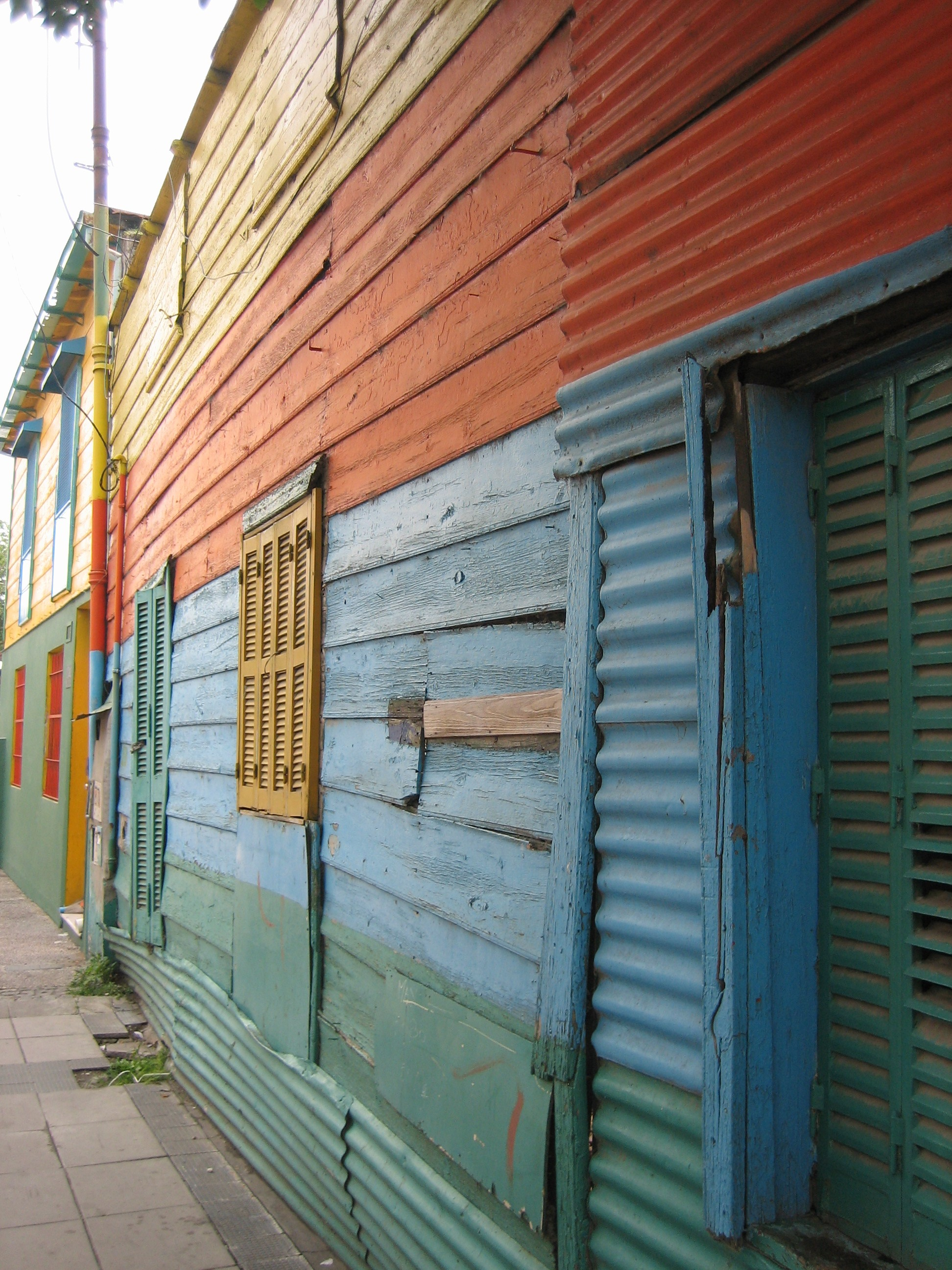
Colori nella Calle Garibaldi
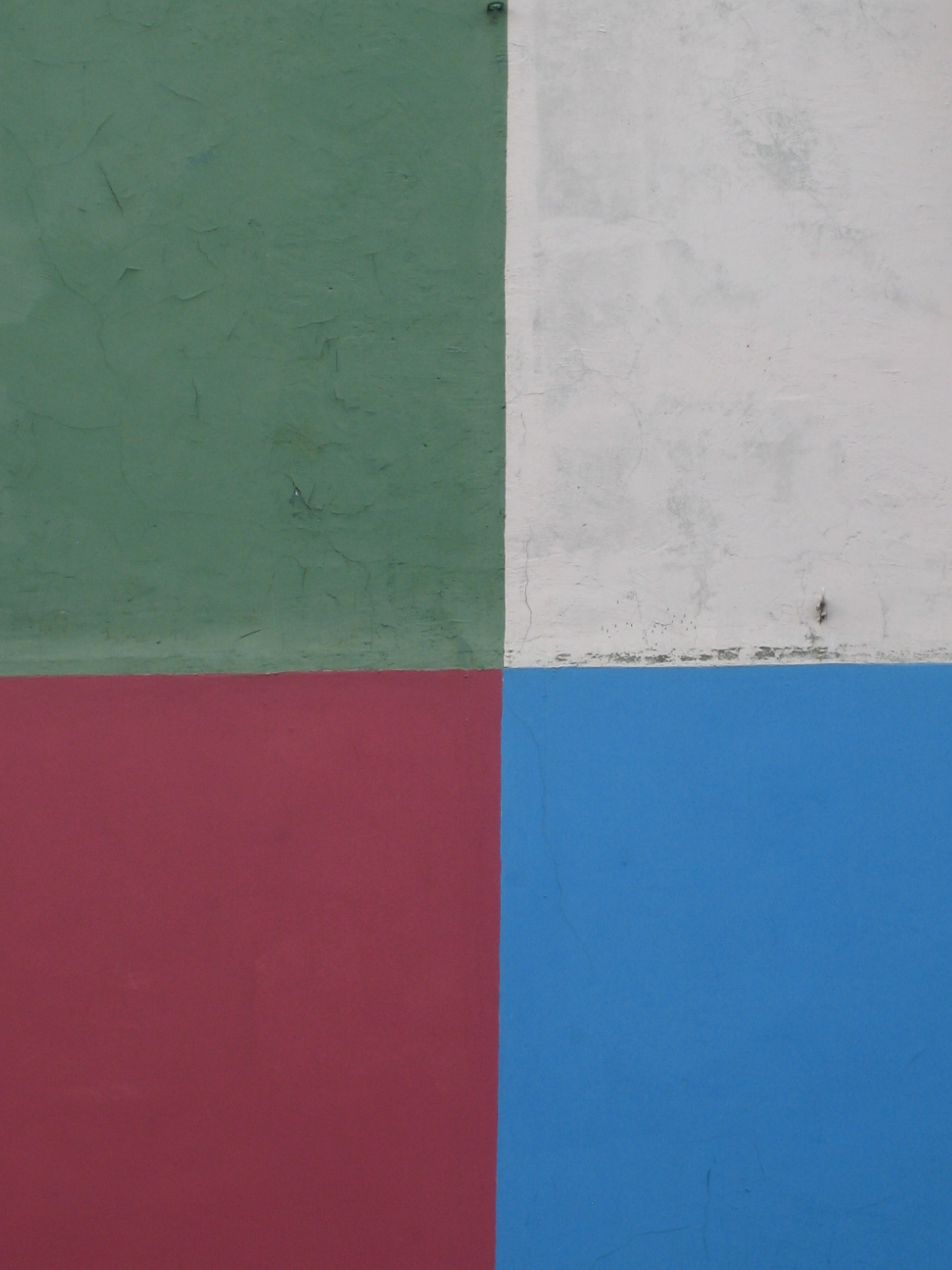
Colori di una casa del Caminito
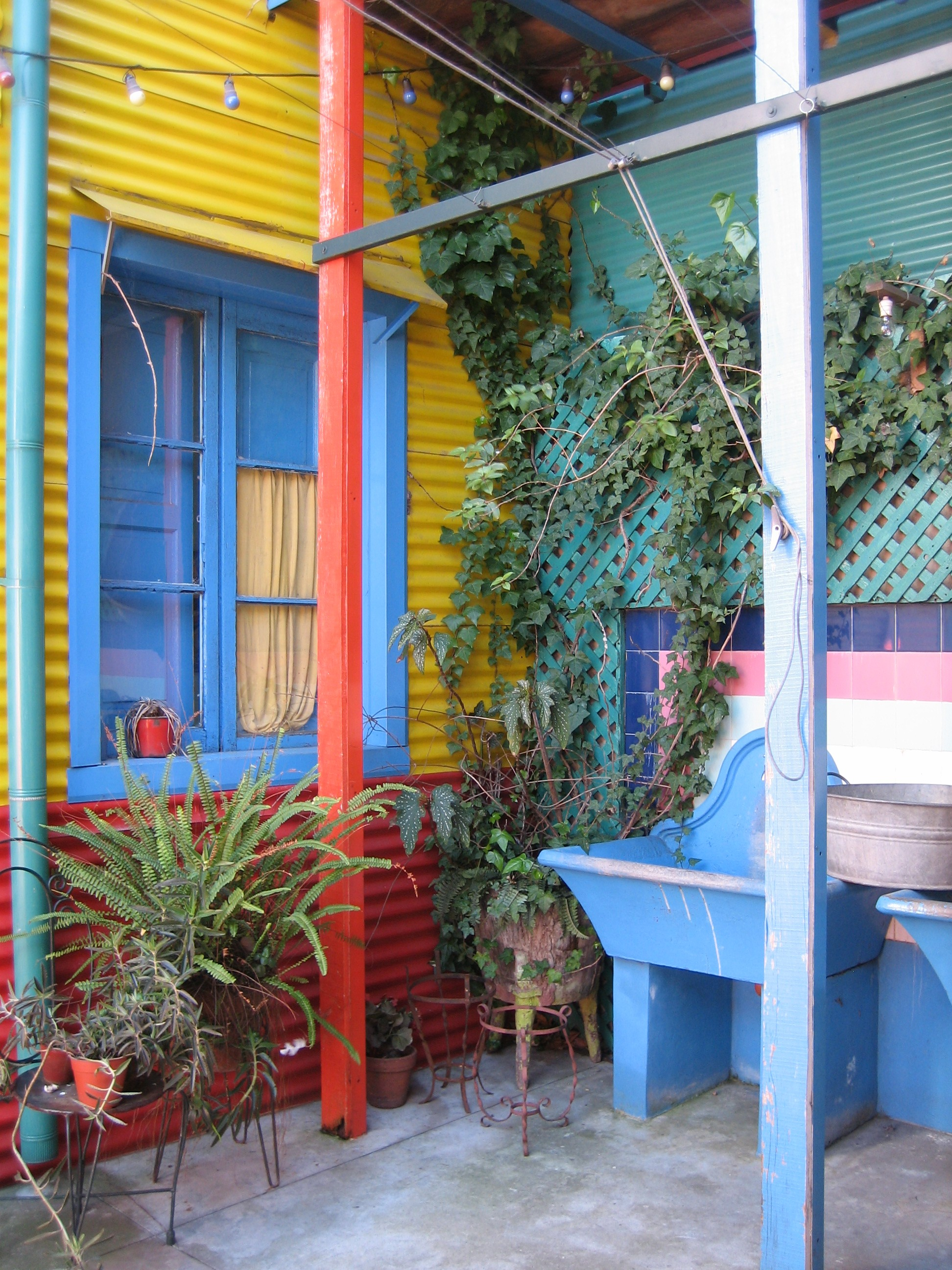
Caminito de los Conventillos
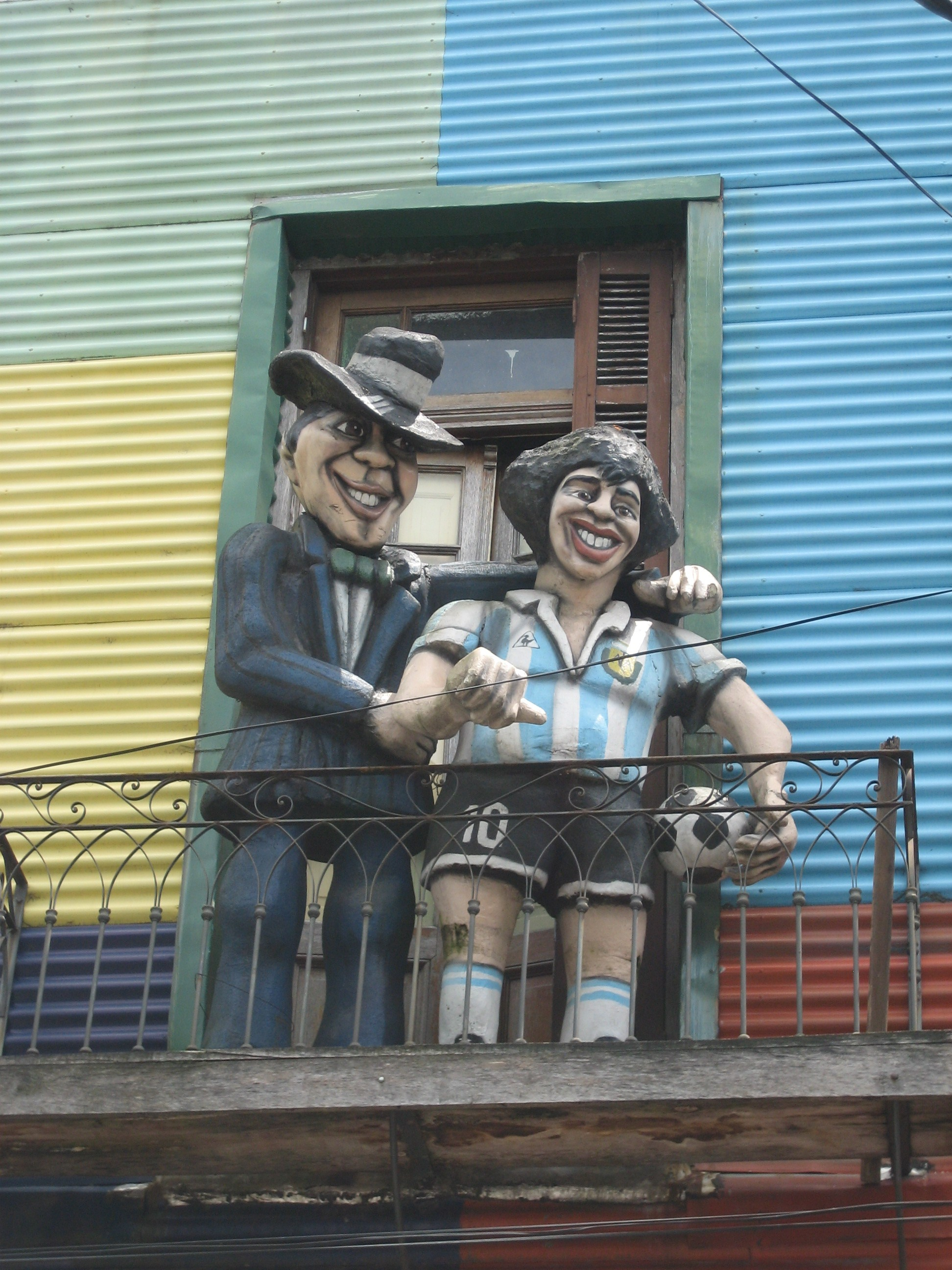
Statua di Diego al Centro de los Artistas
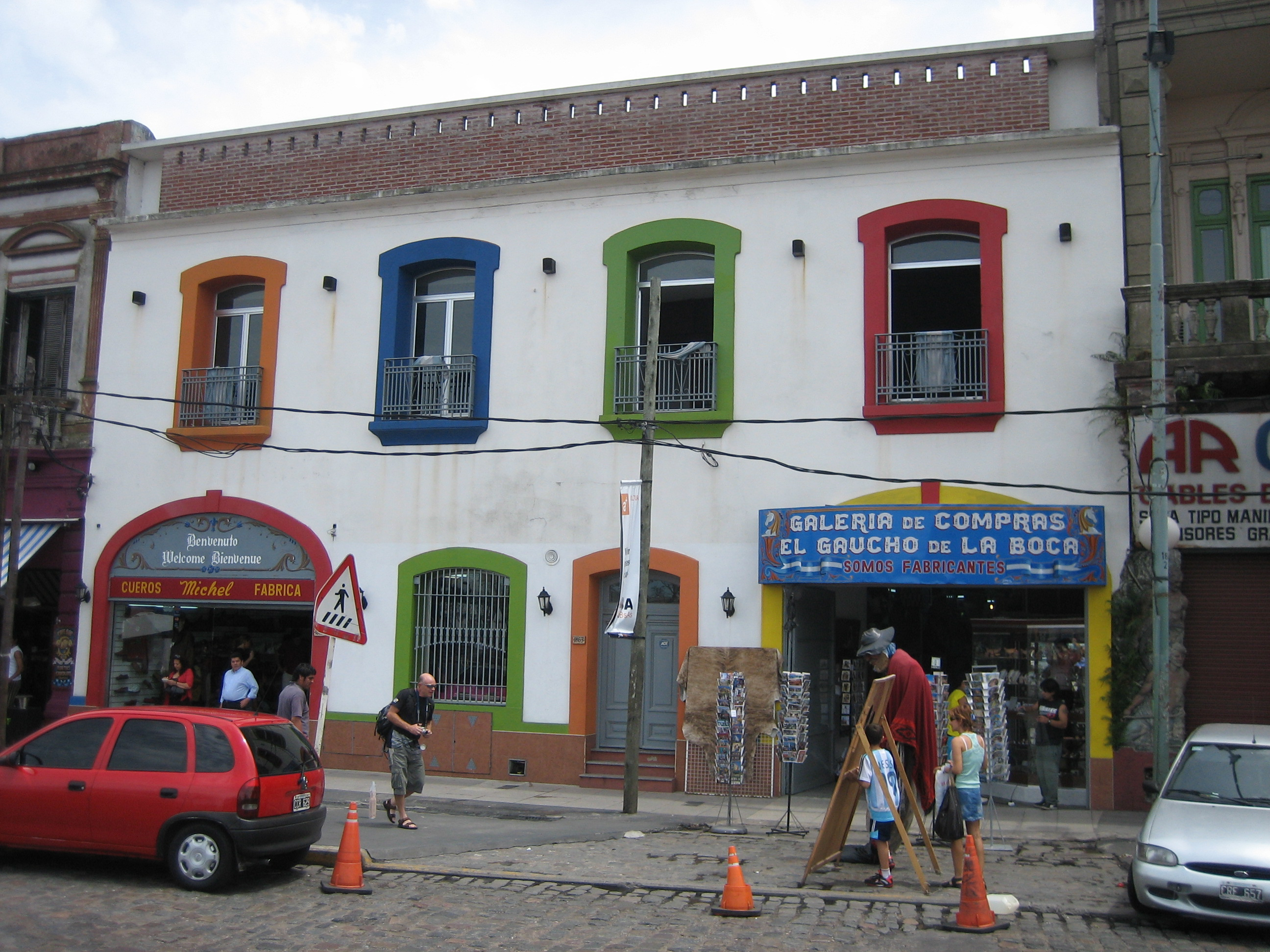
El Gaucho de La Boca
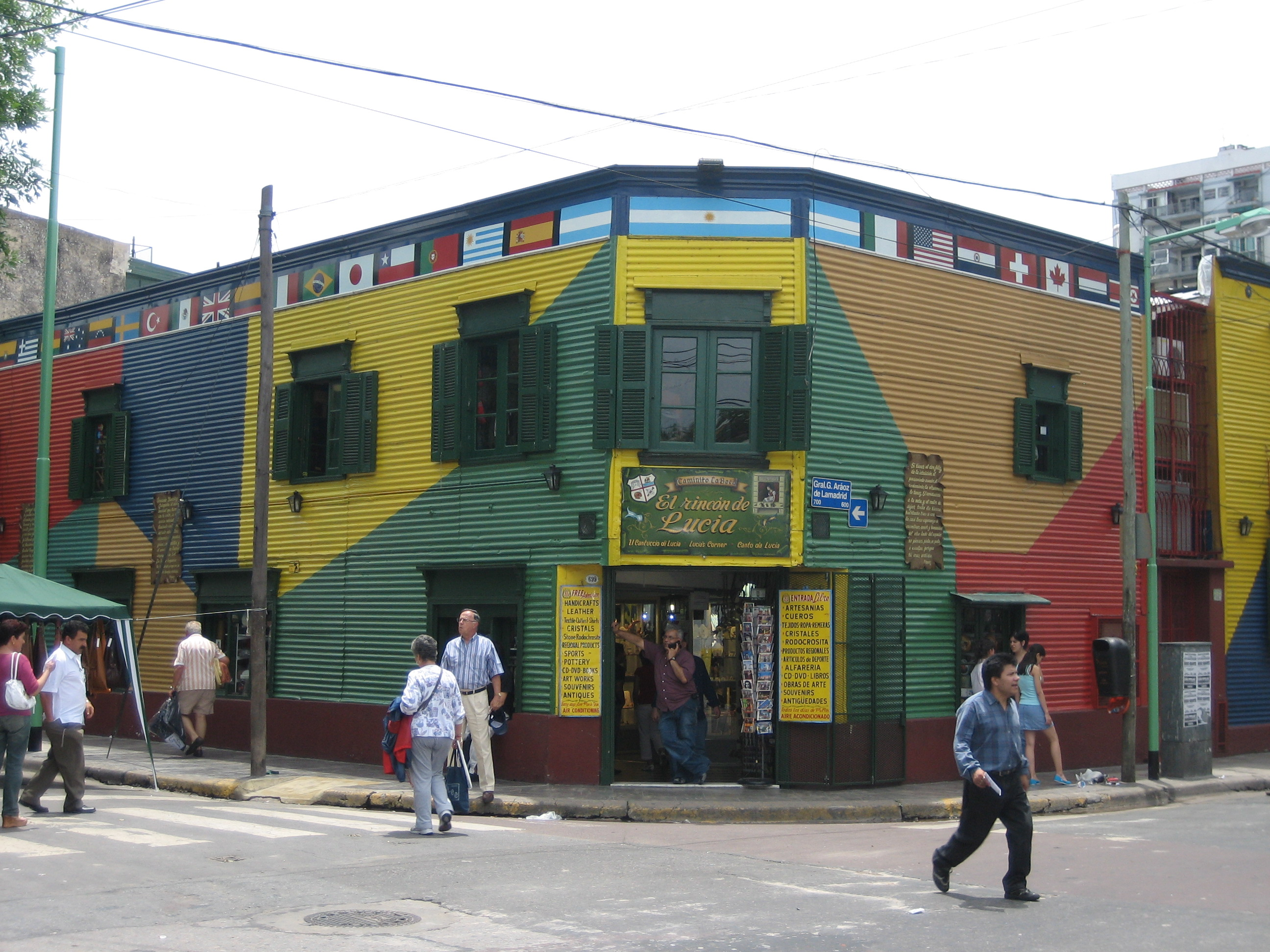
El Rincón de Lucia
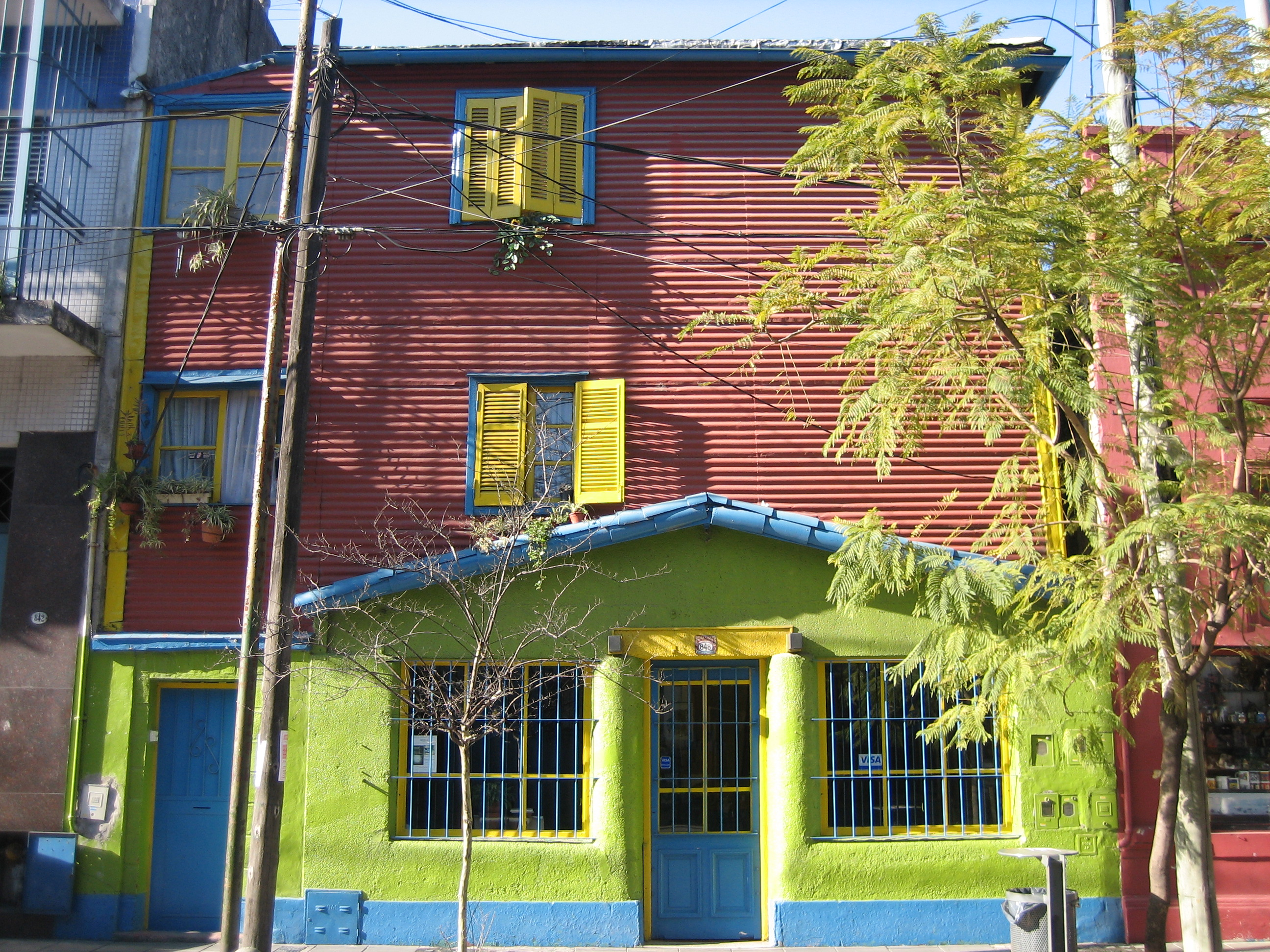
Casa della Boca
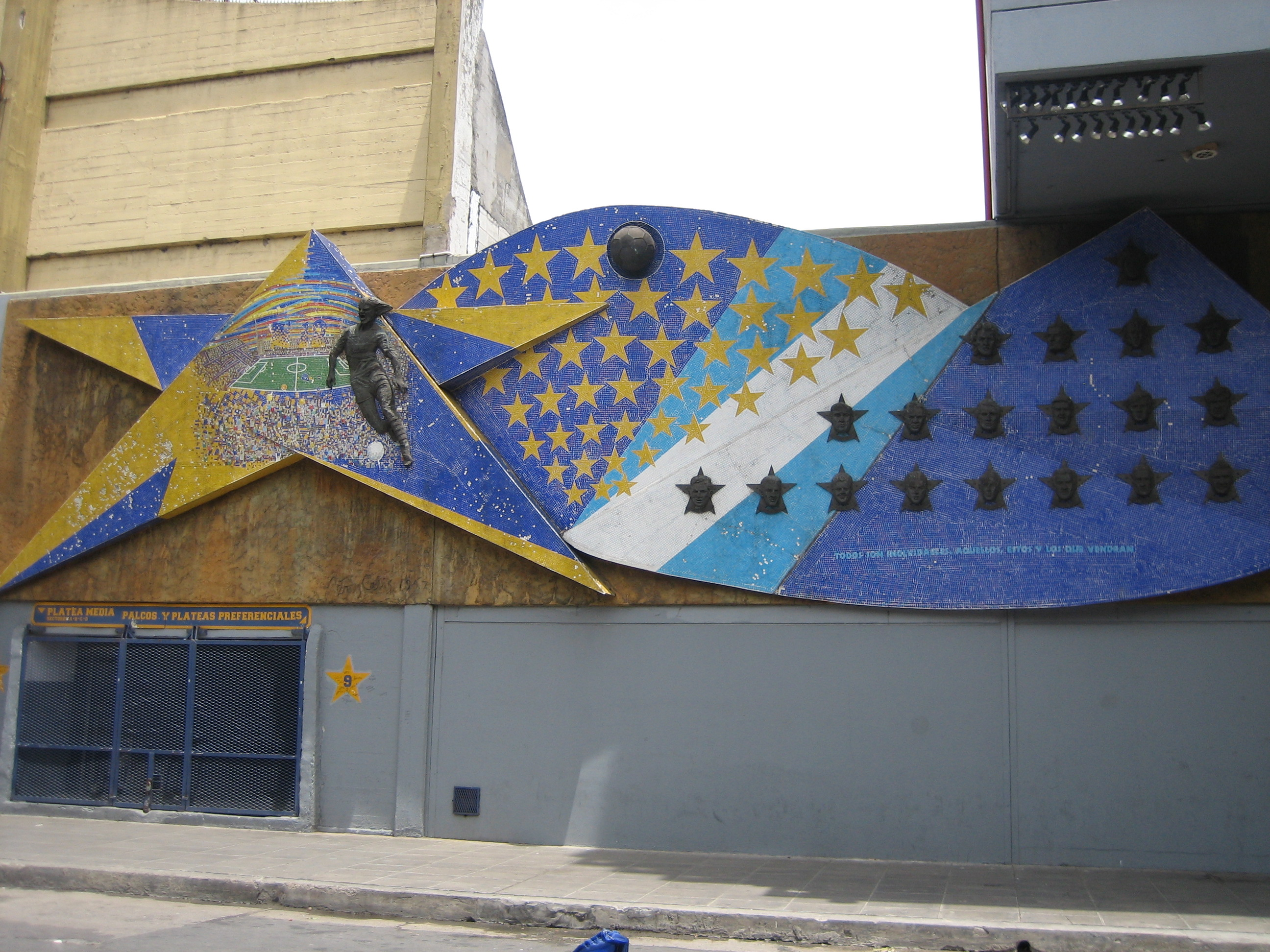
Le stelle della Bombonera
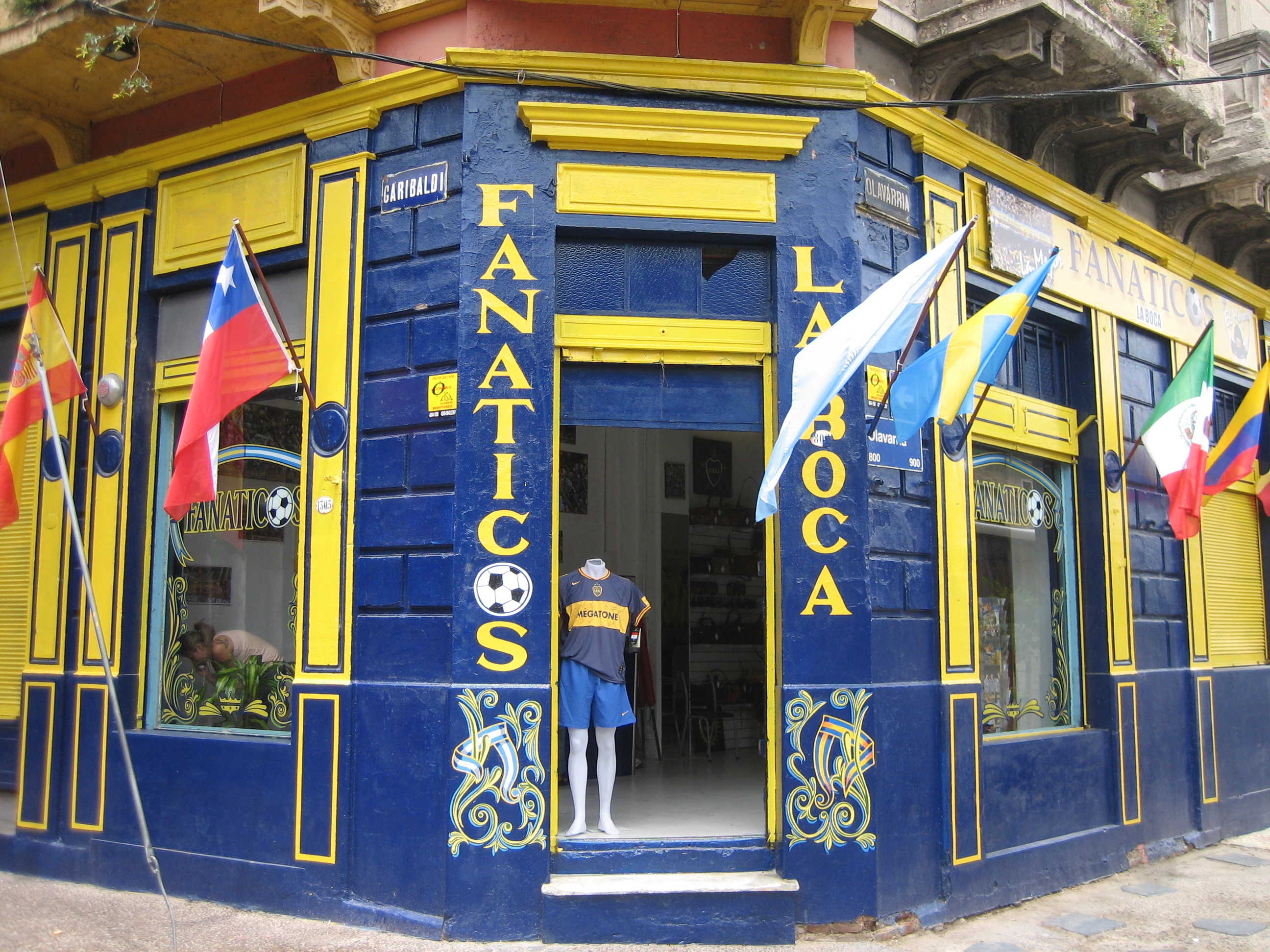
Fanaticos La Boca
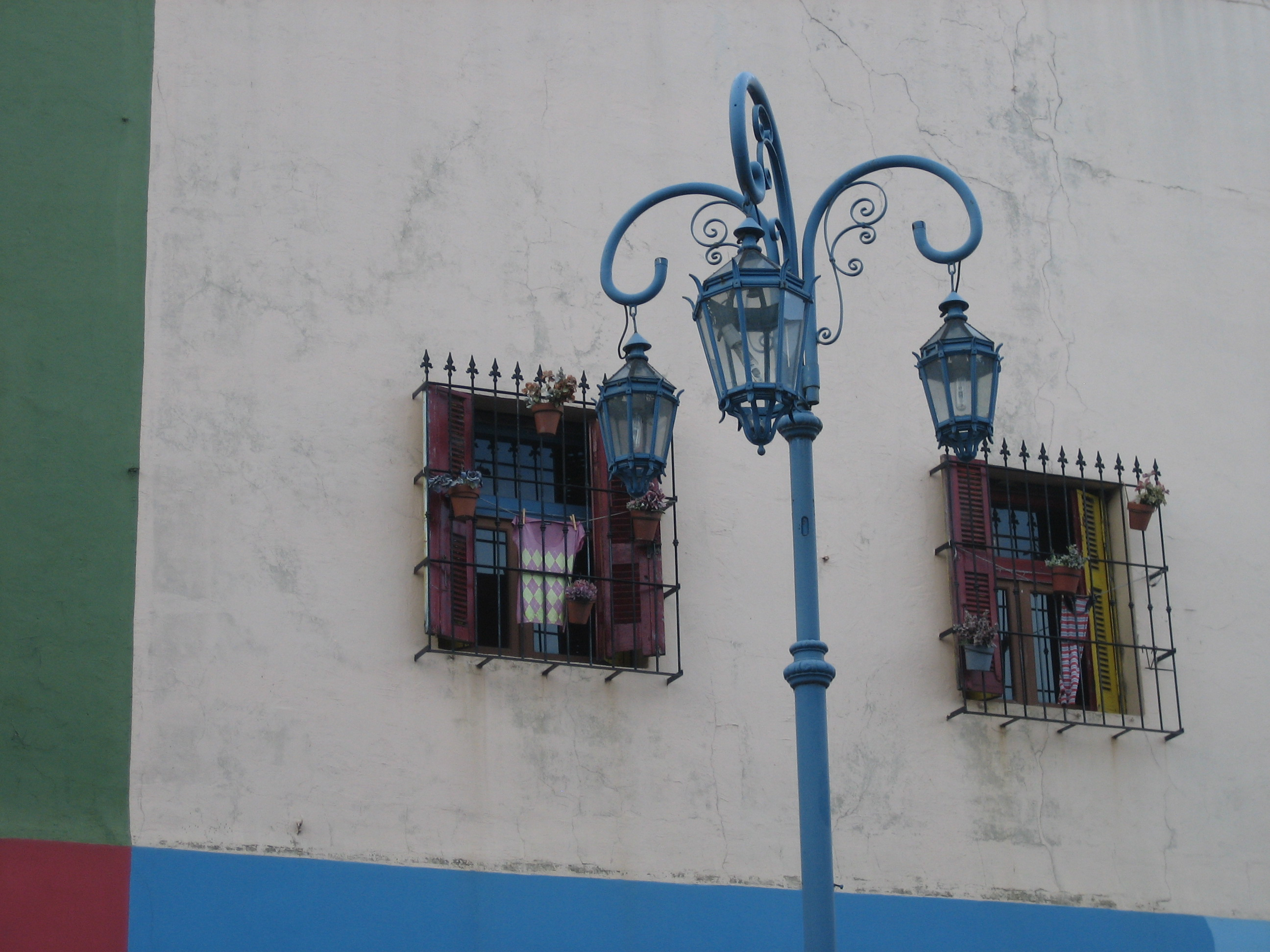
Lampione del Caminito
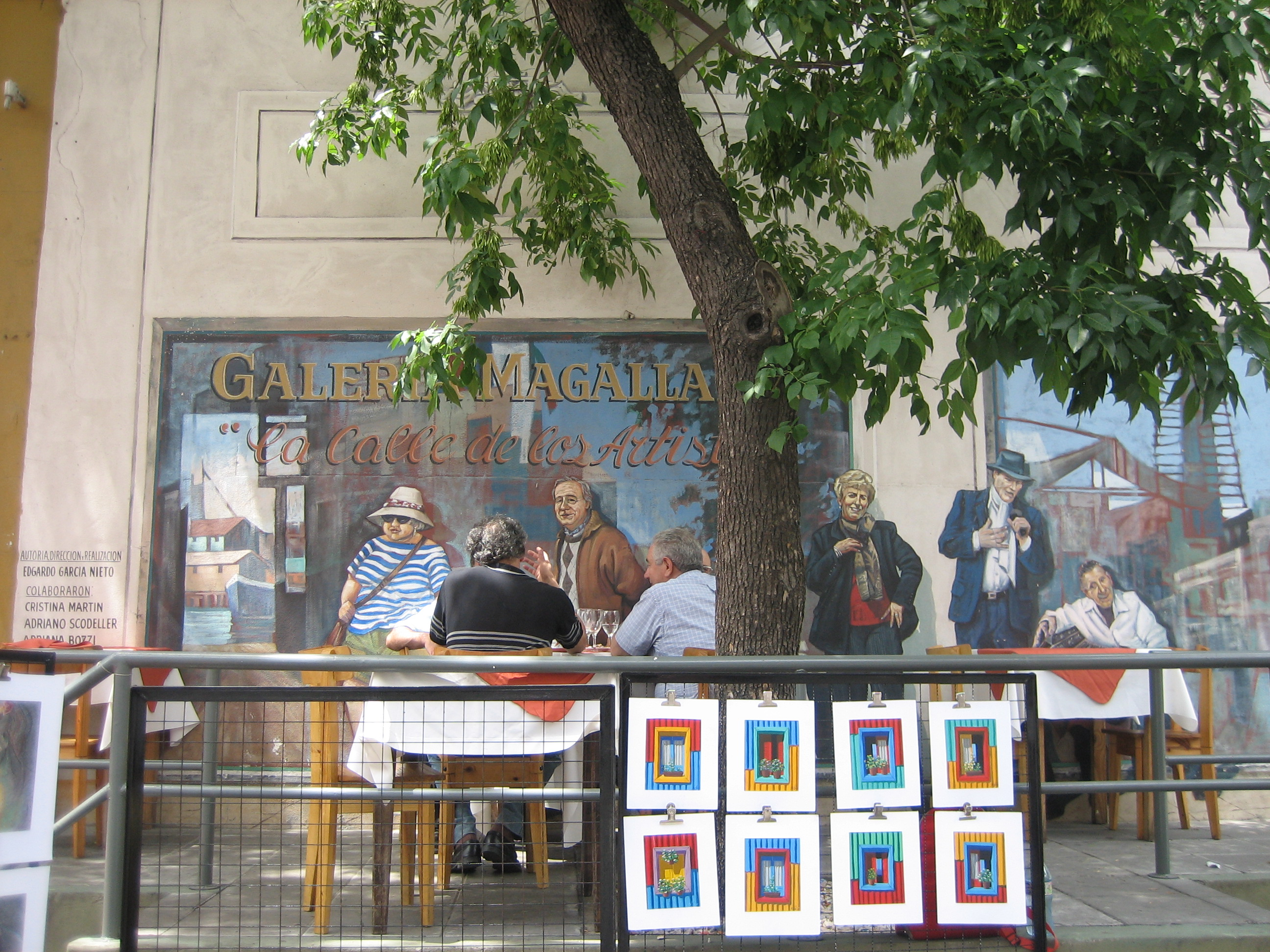
Galeria Magallanes
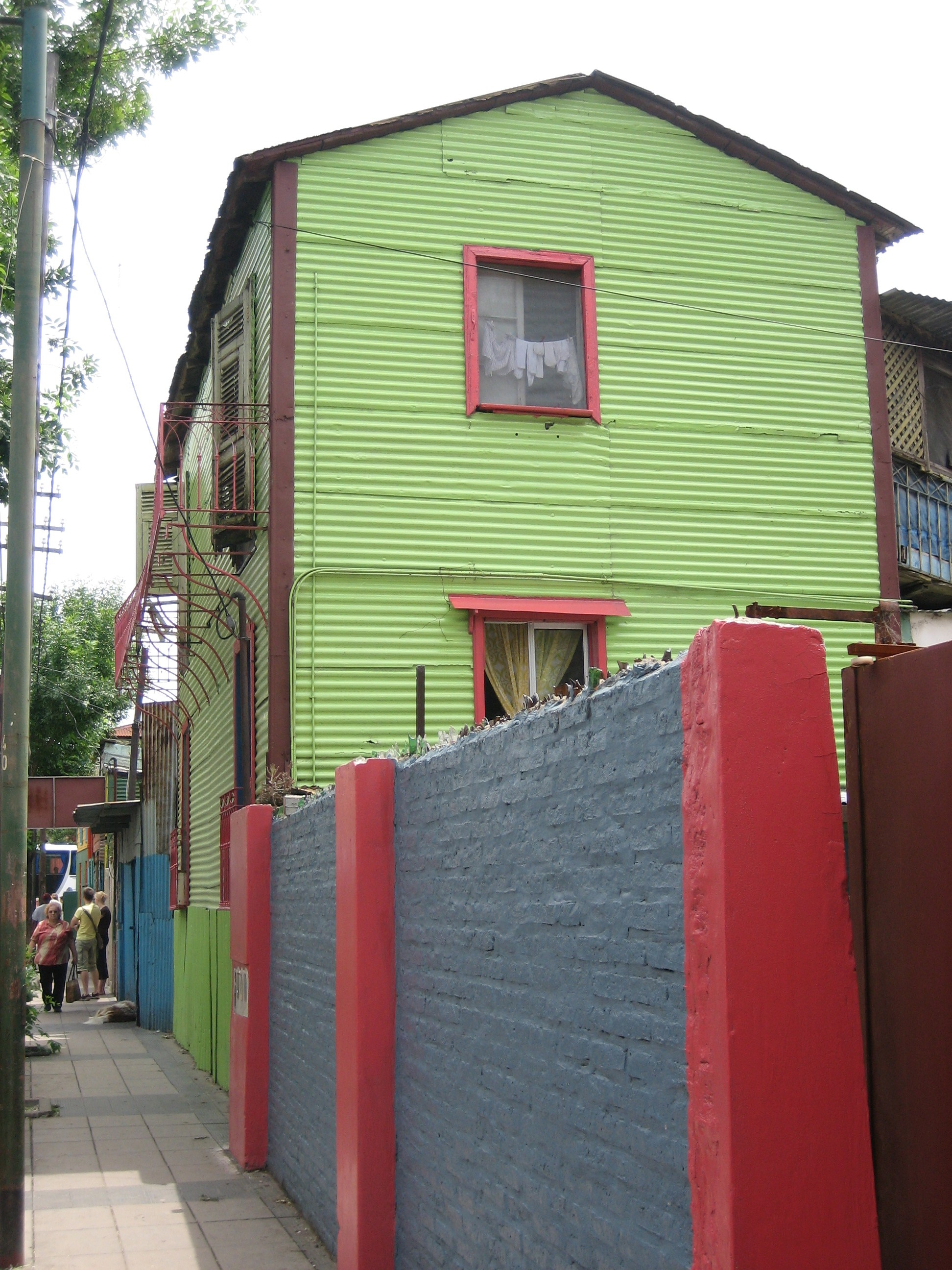
Garibaldi 1400 - 1500
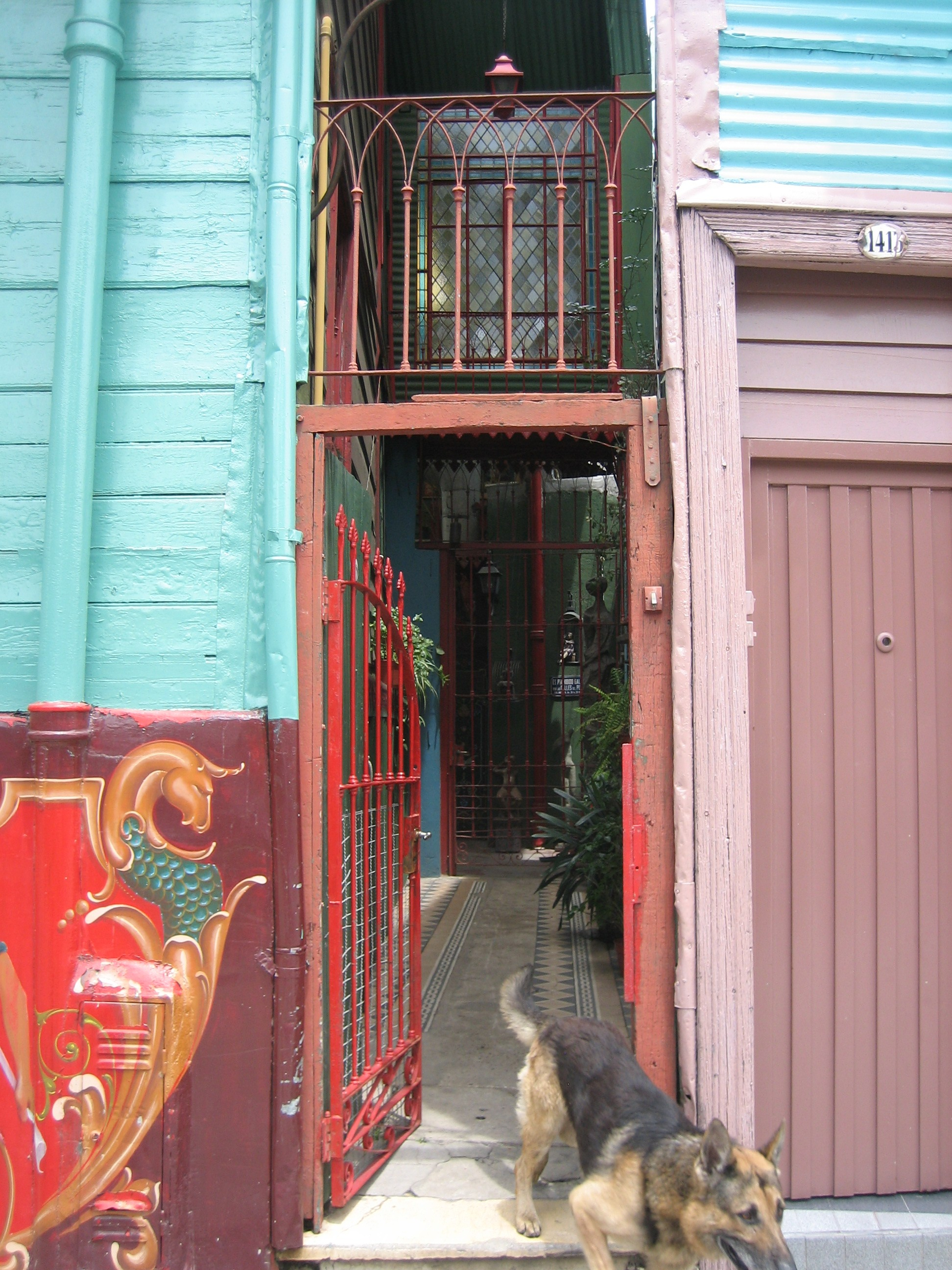
Garibaldi 1413
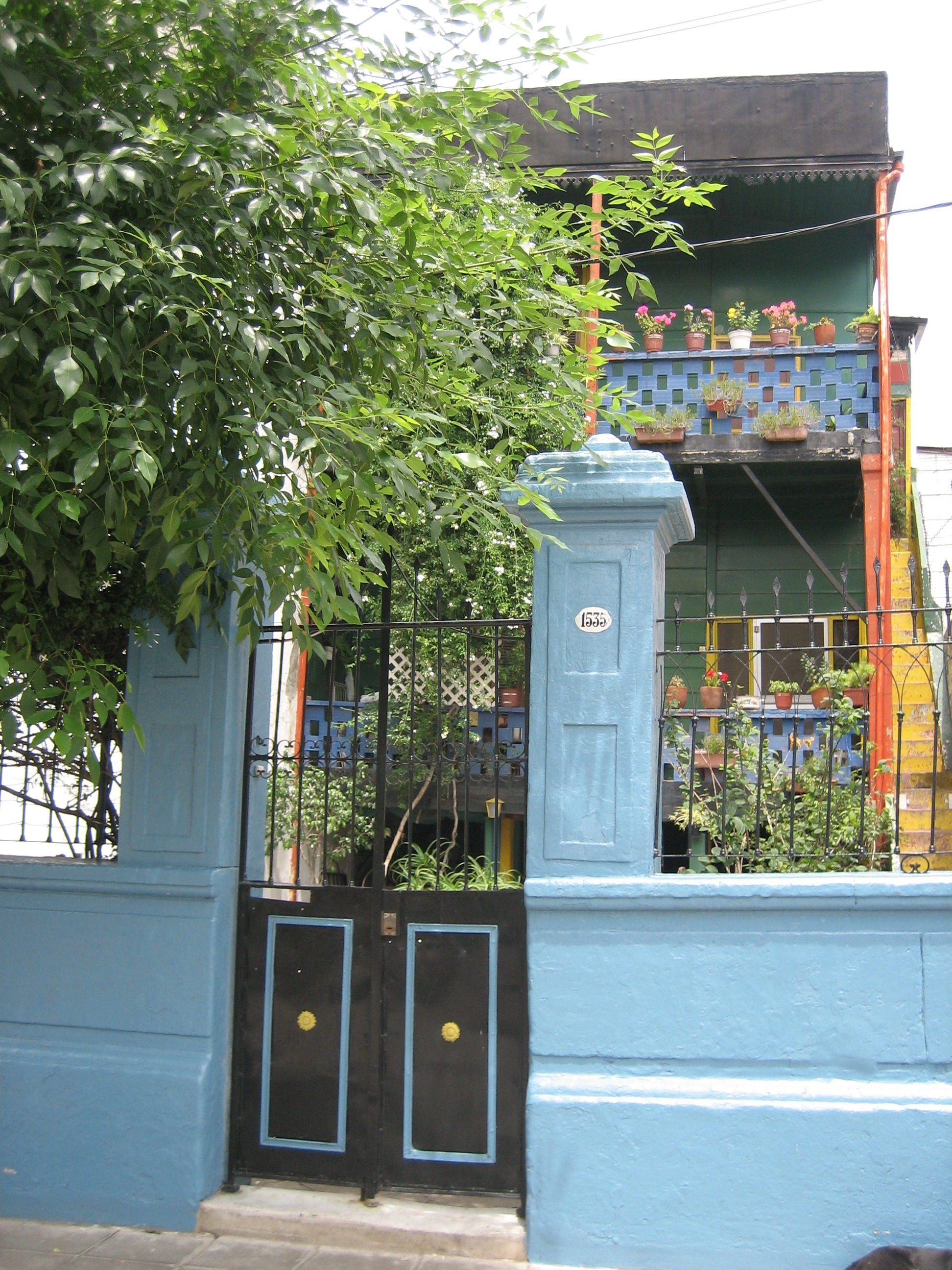
Garibaldi 1535
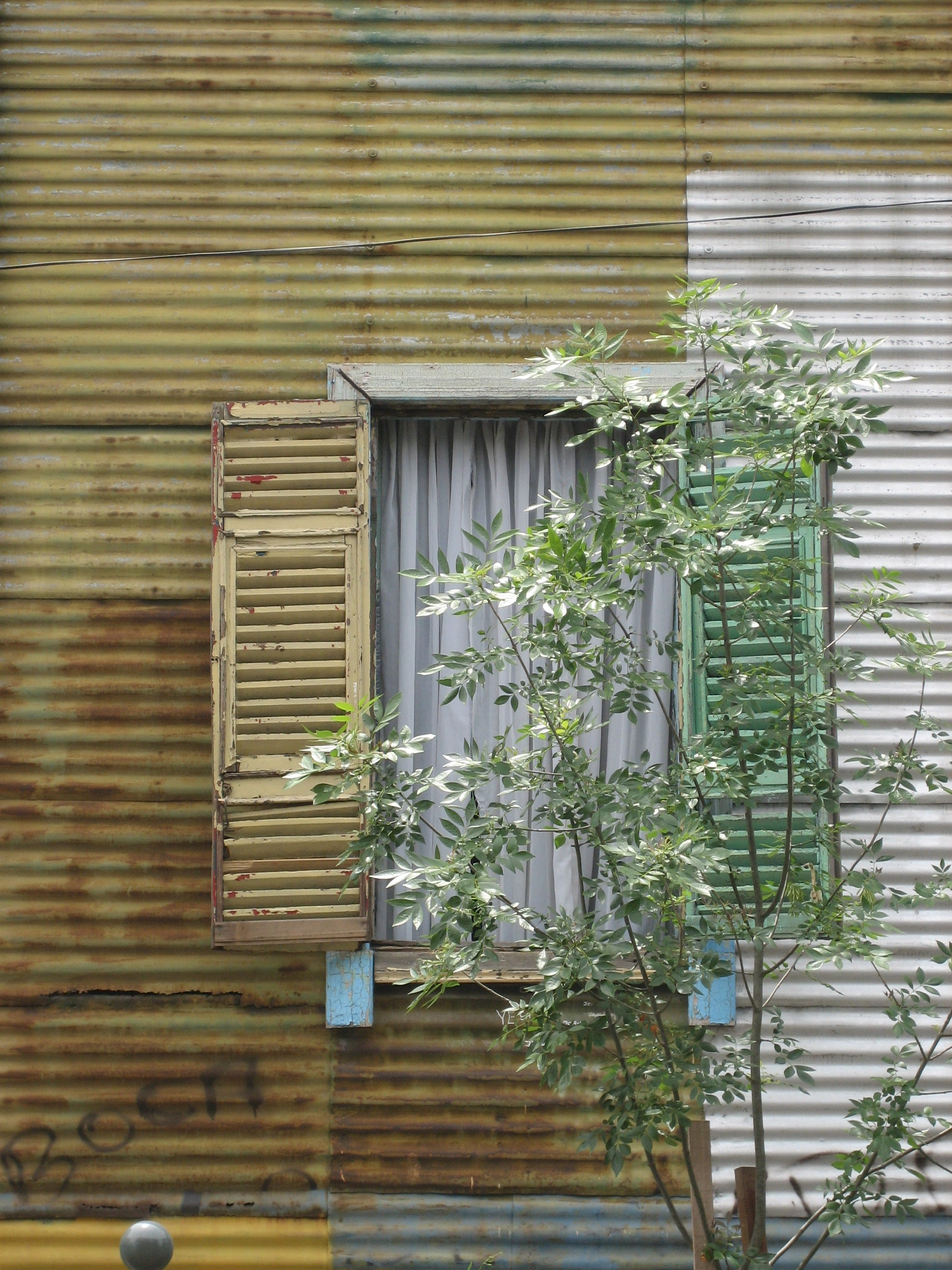
Garibaldi 1588
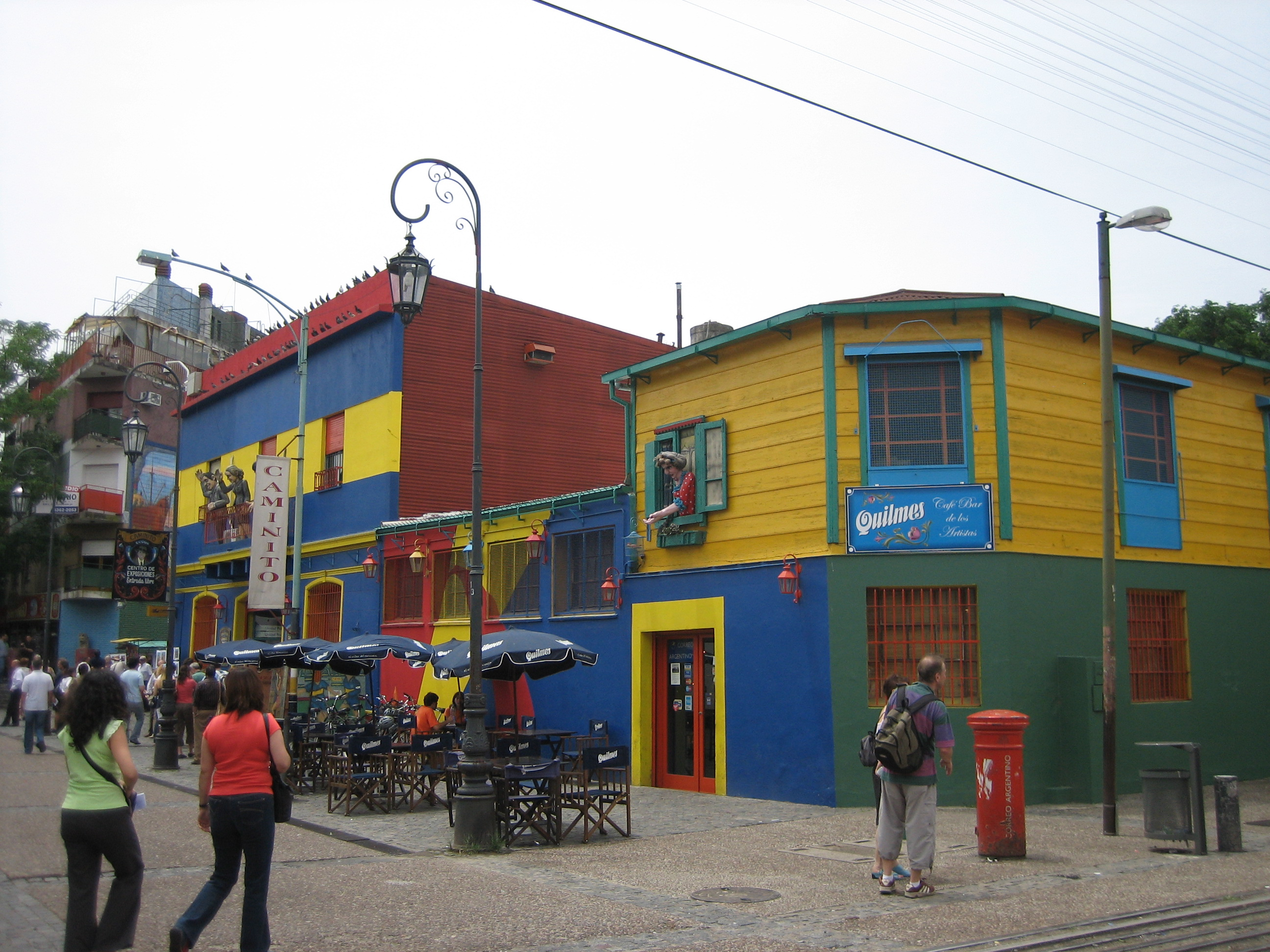
La Garibaldi verso il Caminito
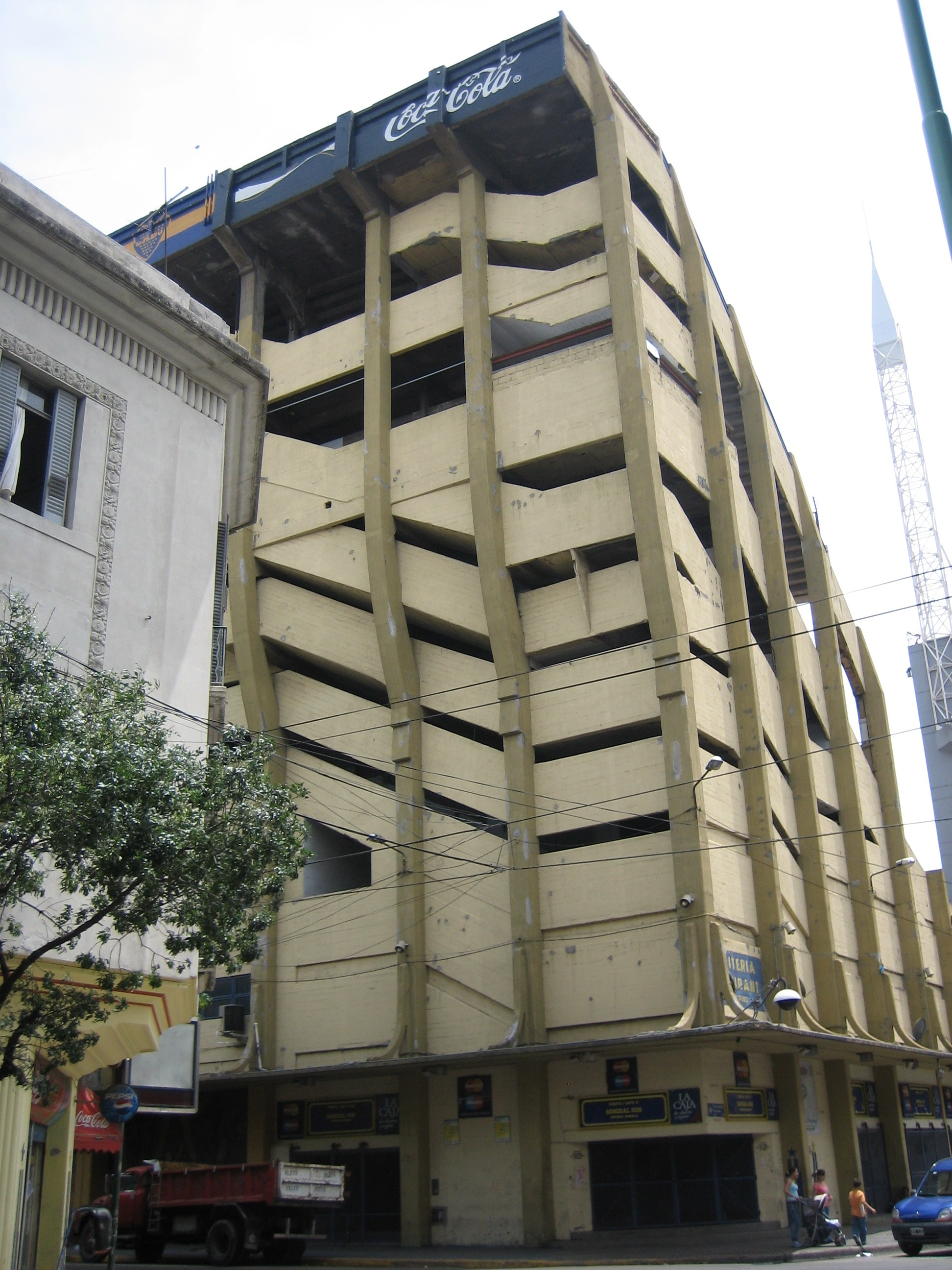
La Tribuna General Sur della Bombonera
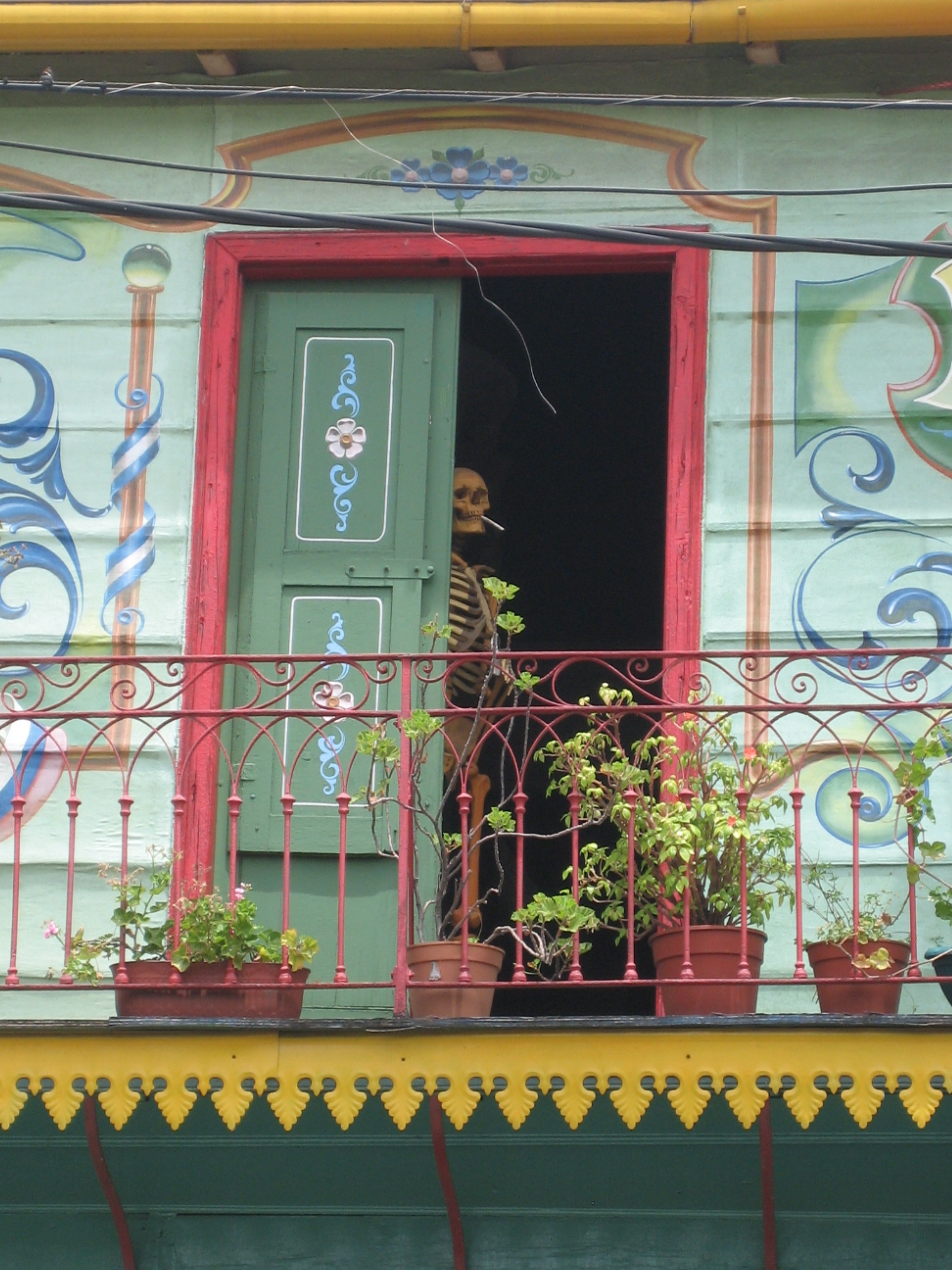
Balcone di Calle Garibaldi
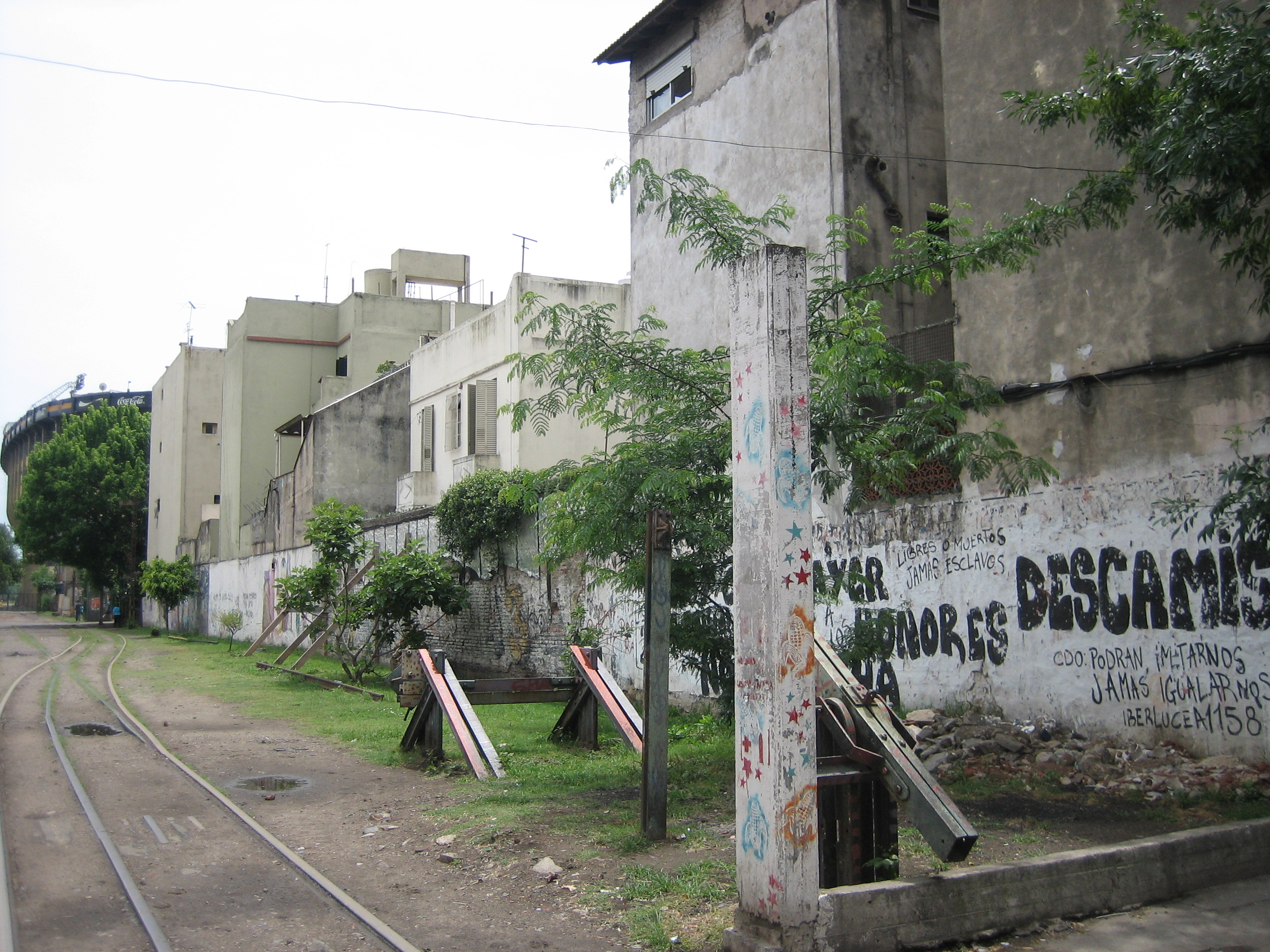
Nelle vicinanze della Bombonera
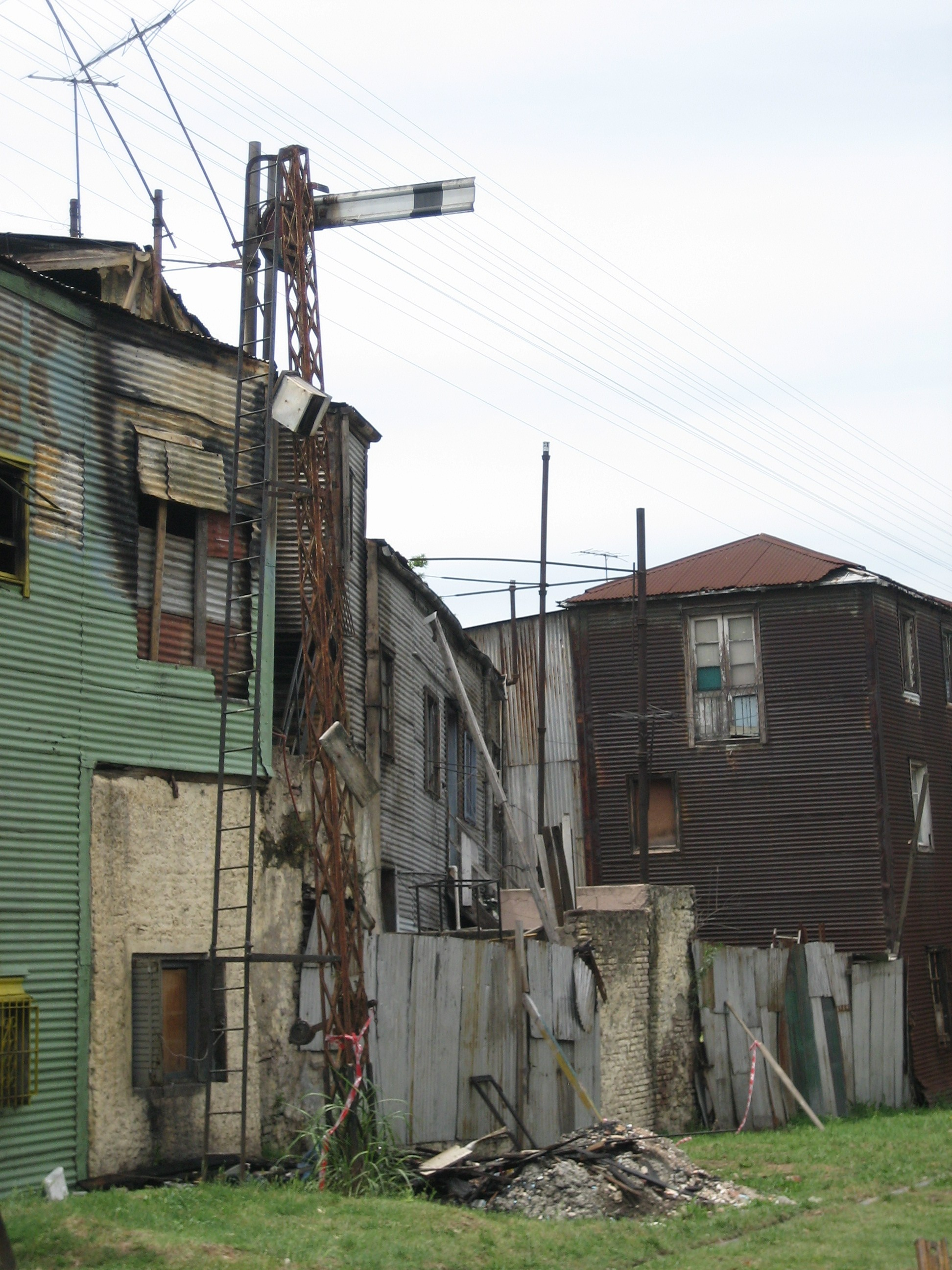
Case della Boca
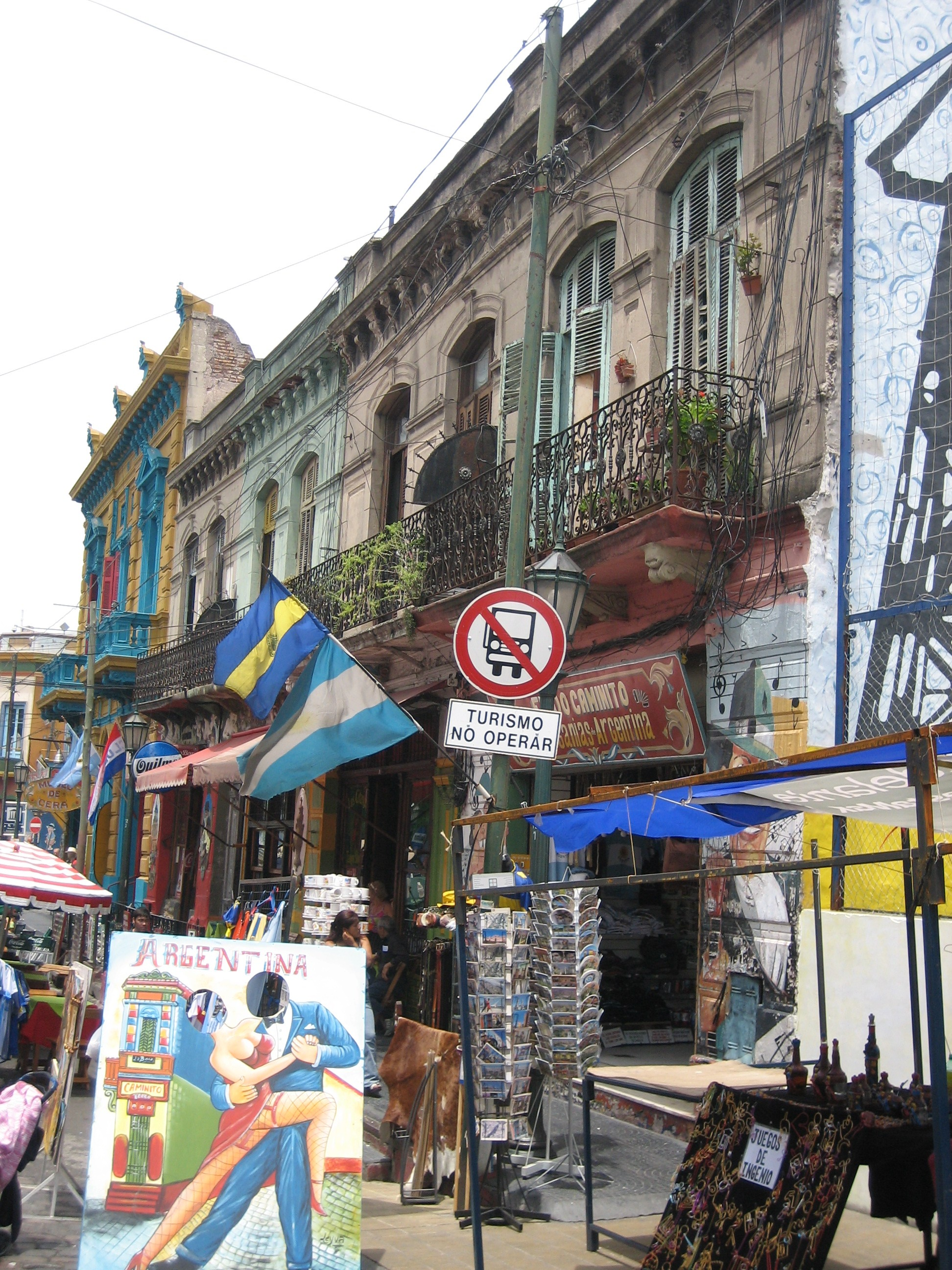
La Calle Iberlucea
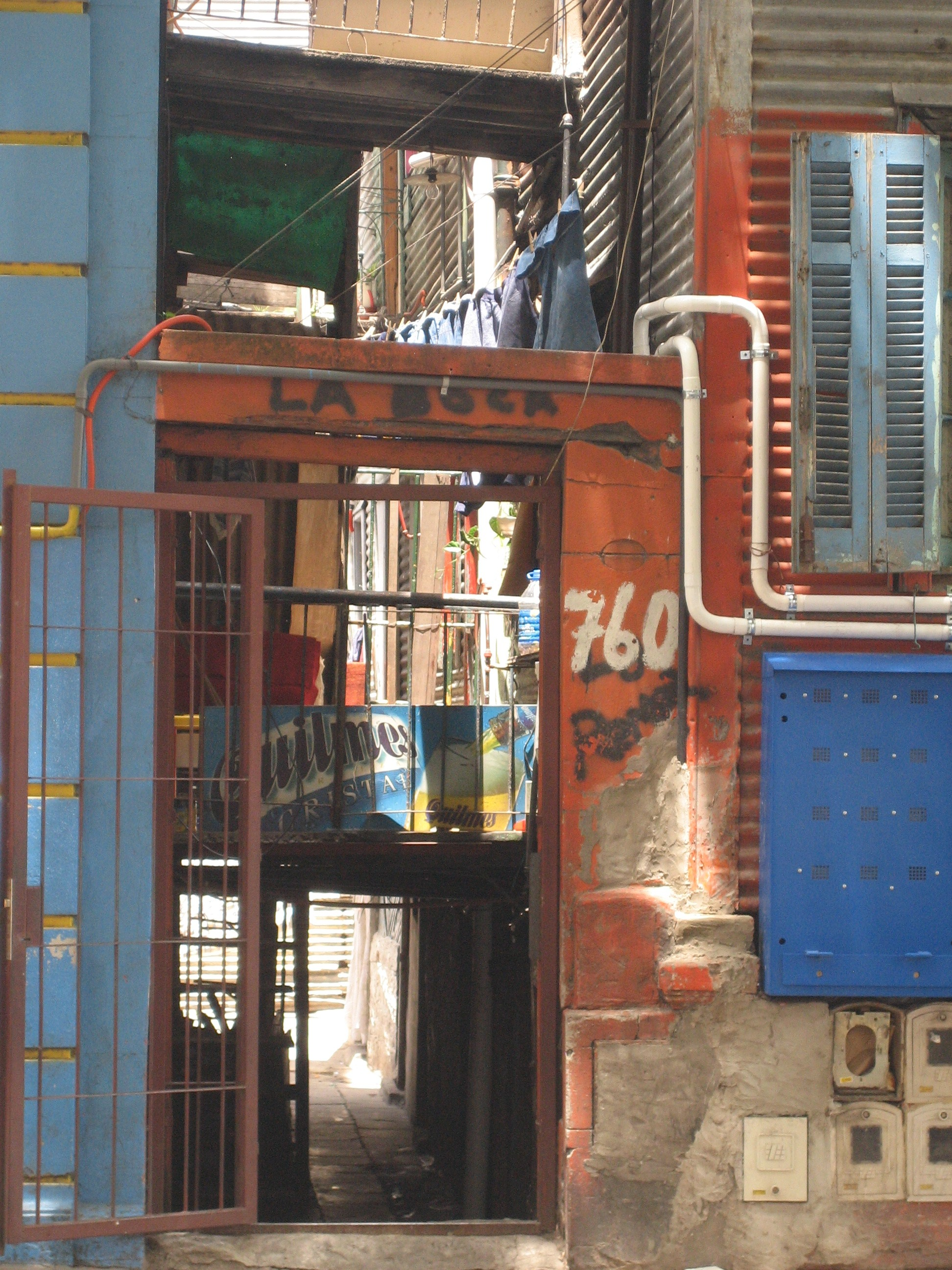
Iberlucea 760
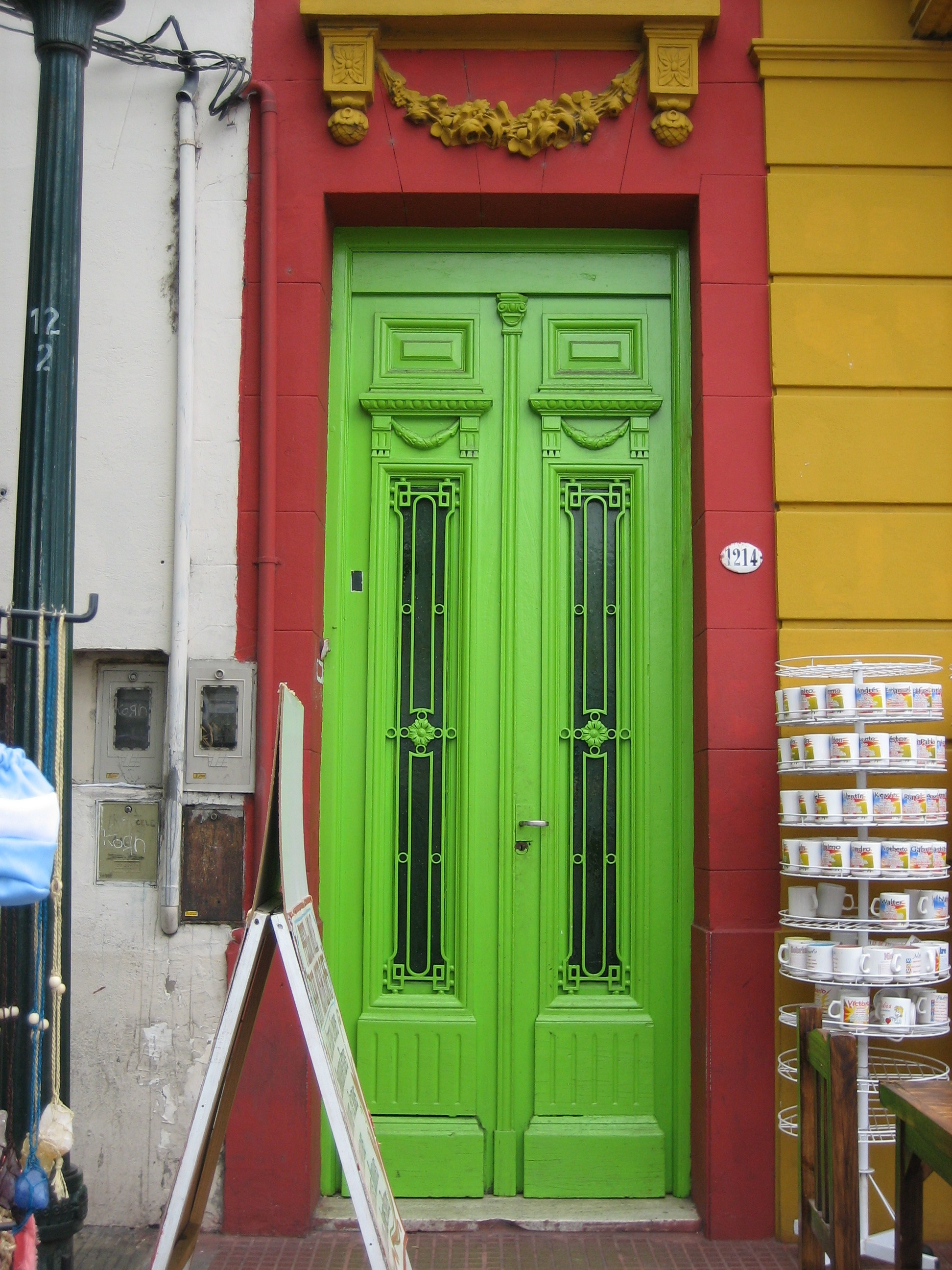
Iberlucea 1214
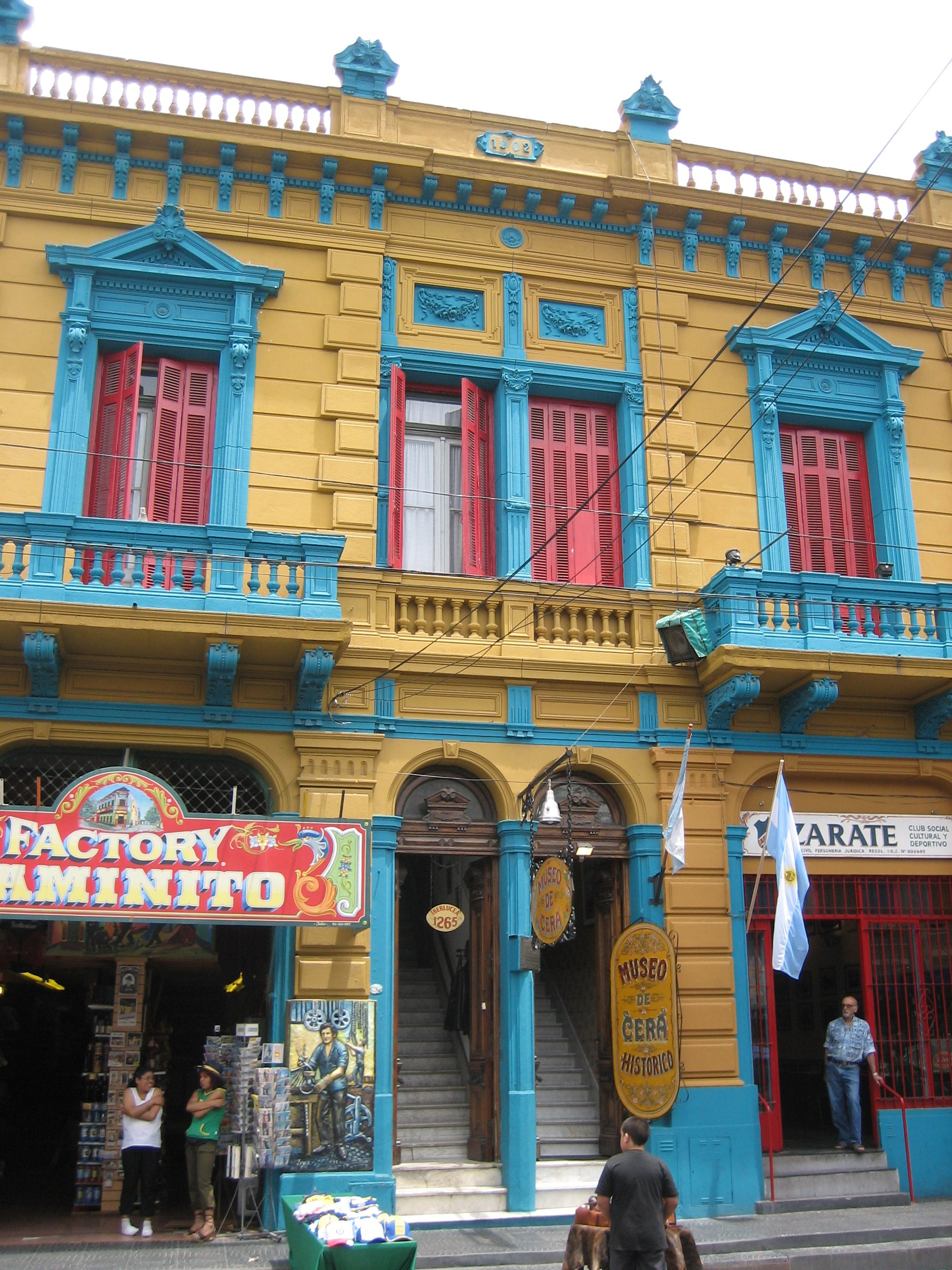
Iberlucea 1265
Interno di un Centro Culturale
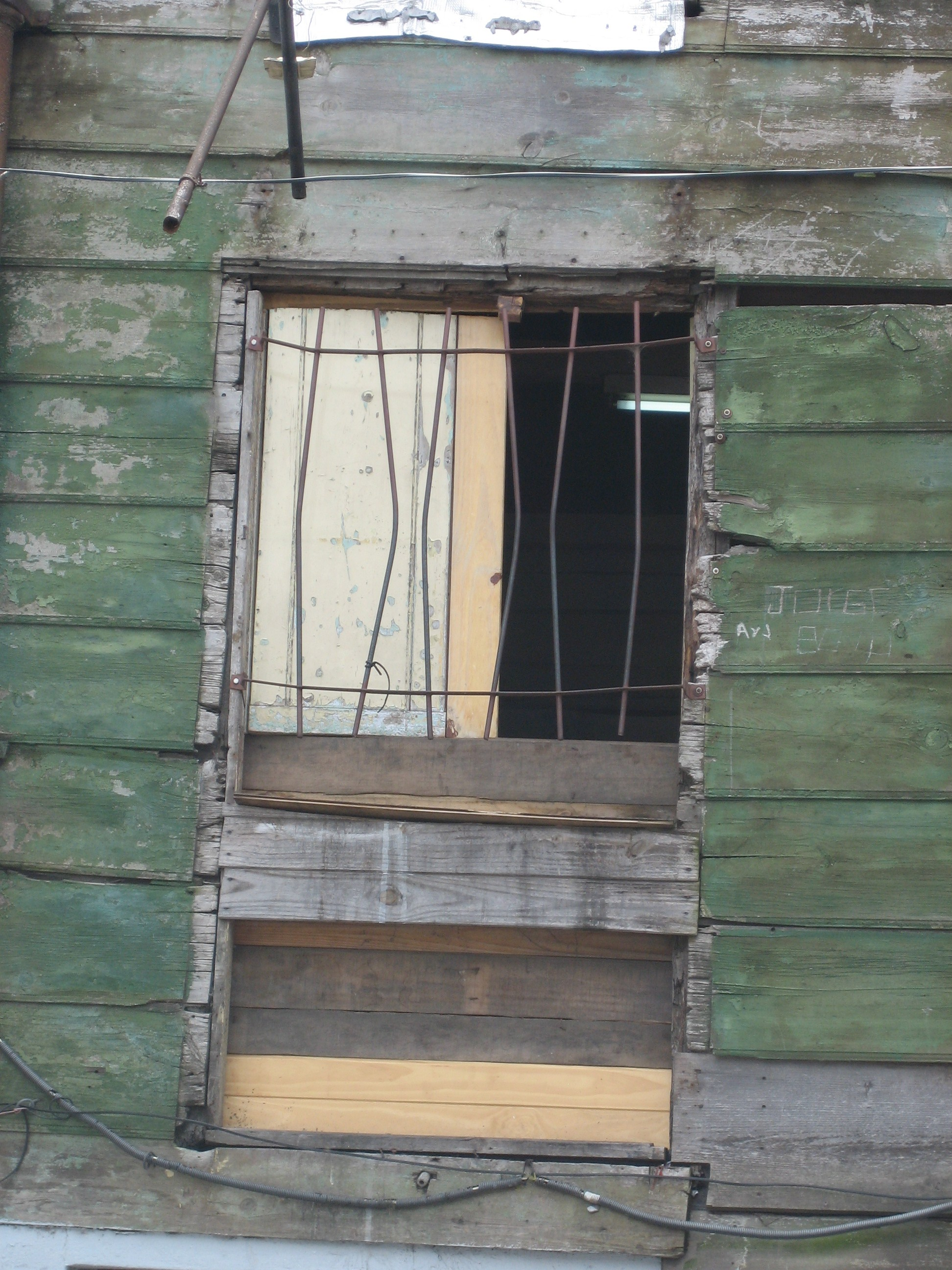
Casa in Garibaldi
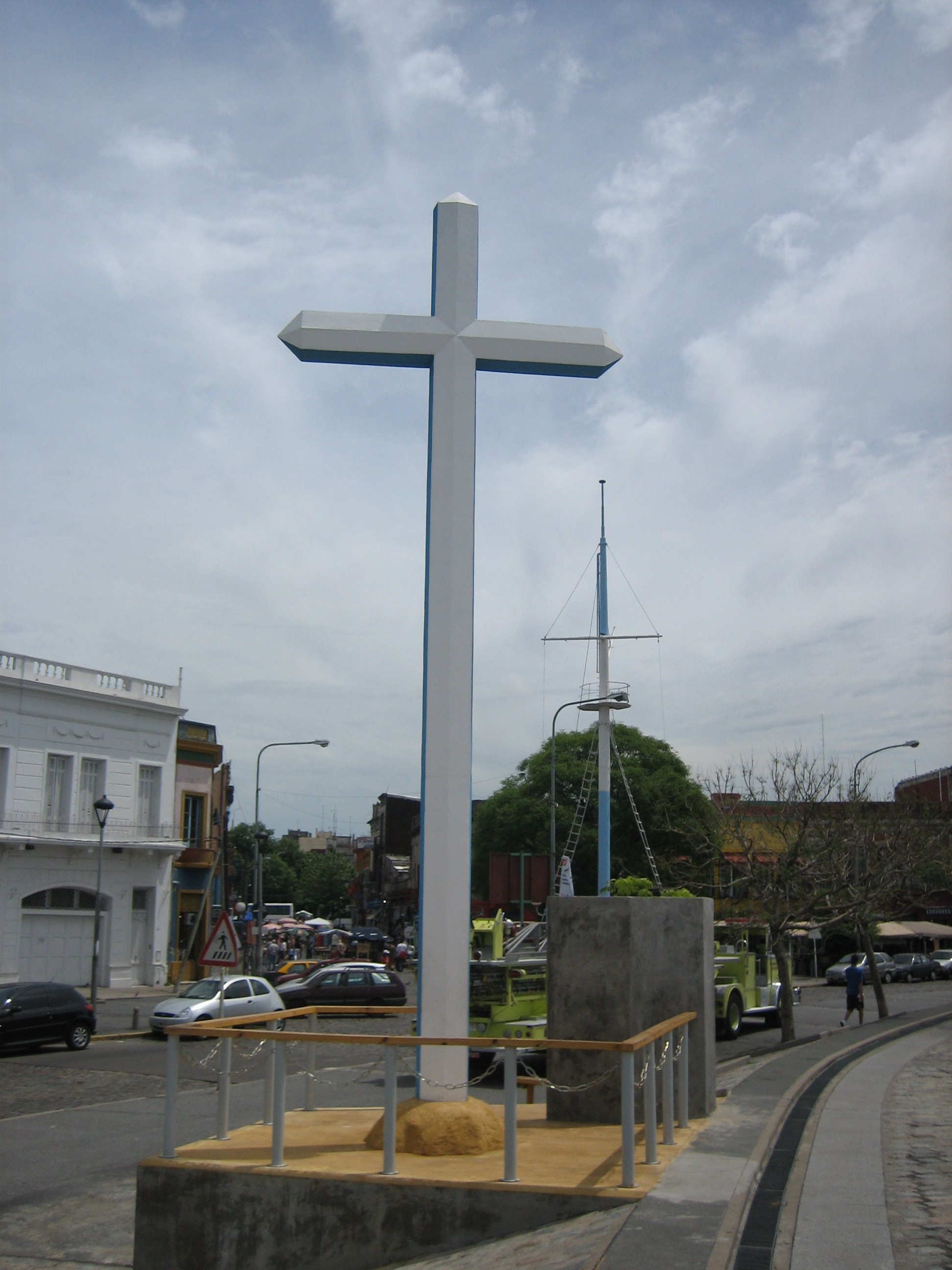
La Croce
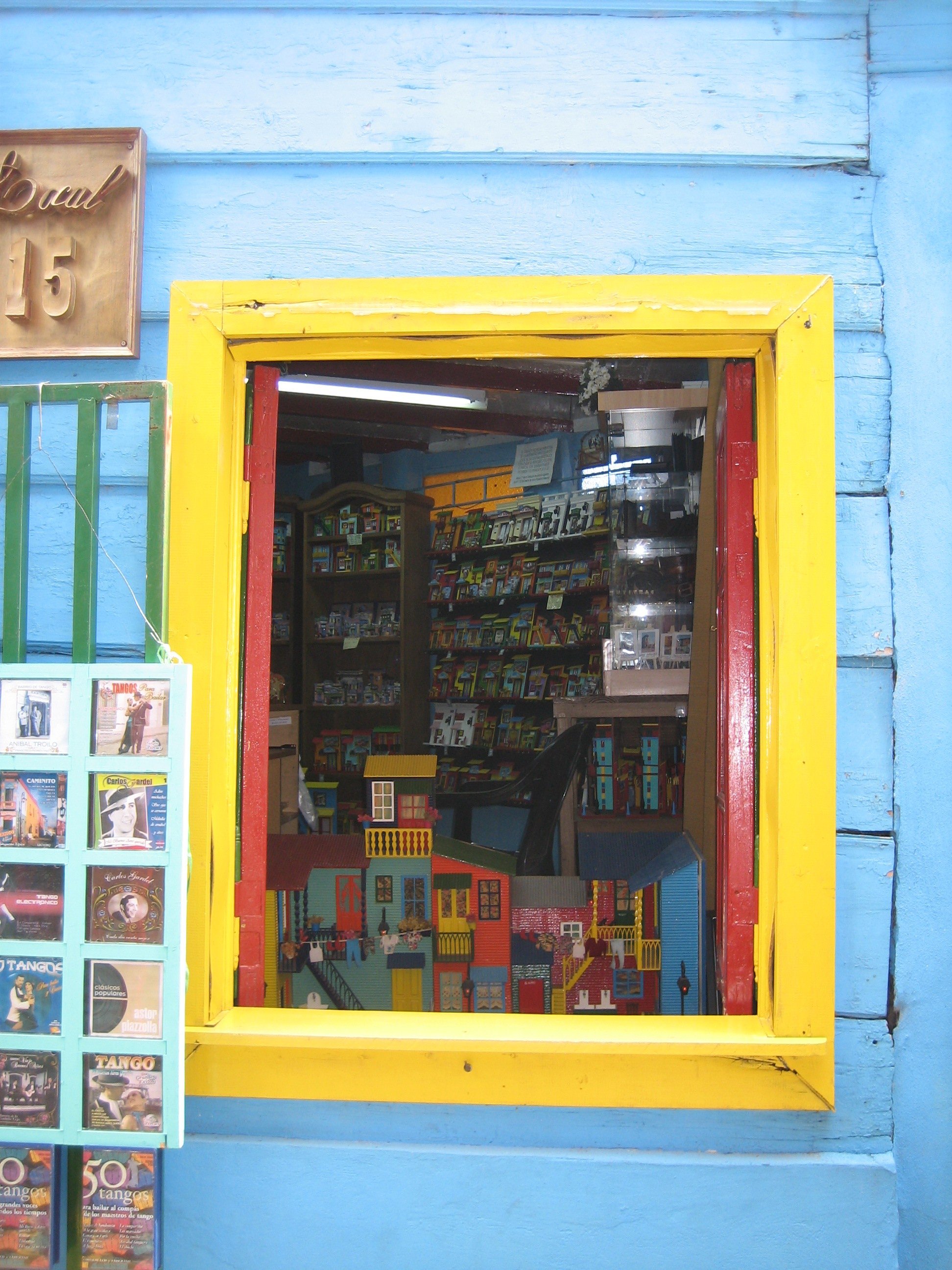
Local 15
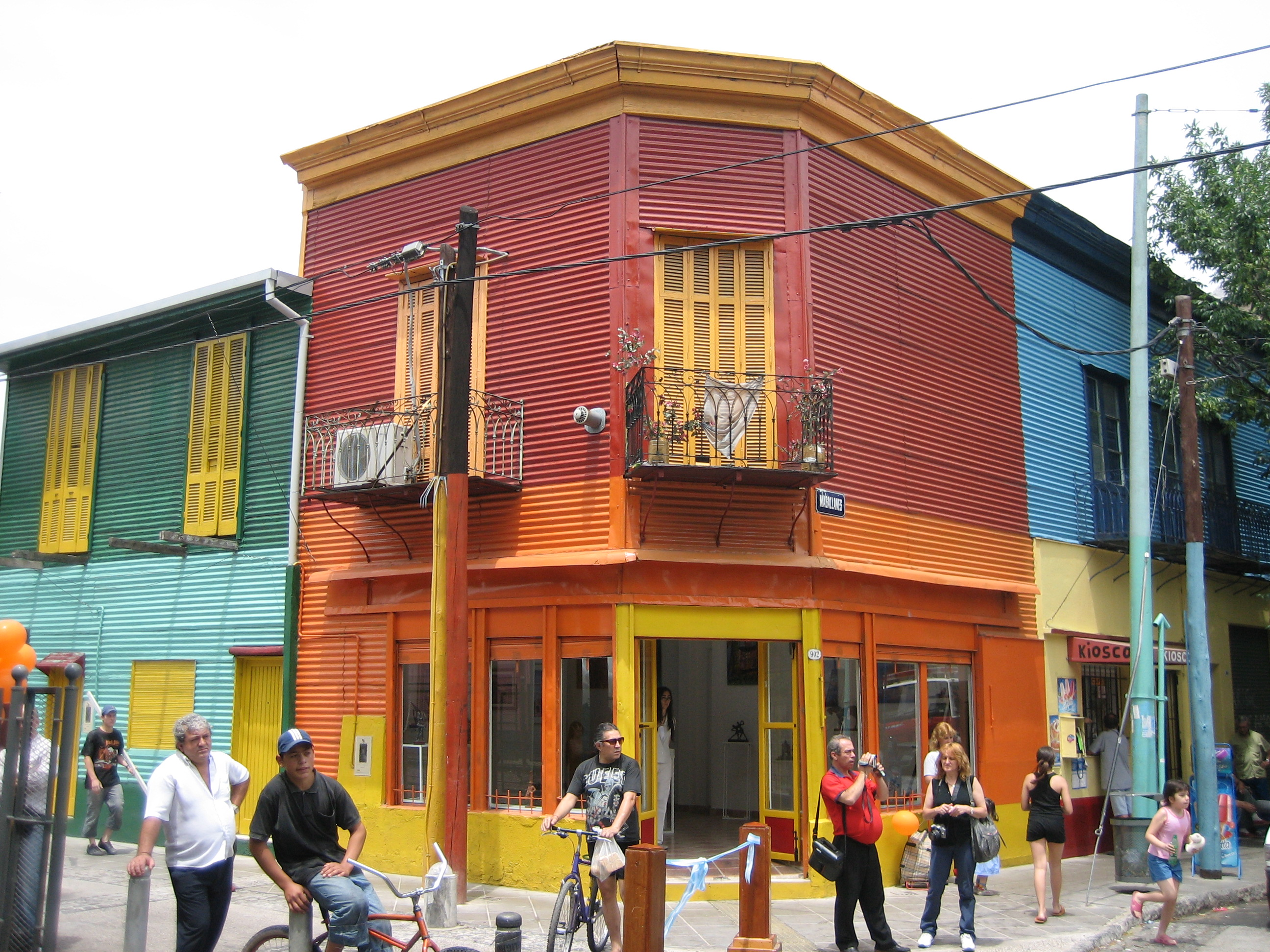
Magallanes 902
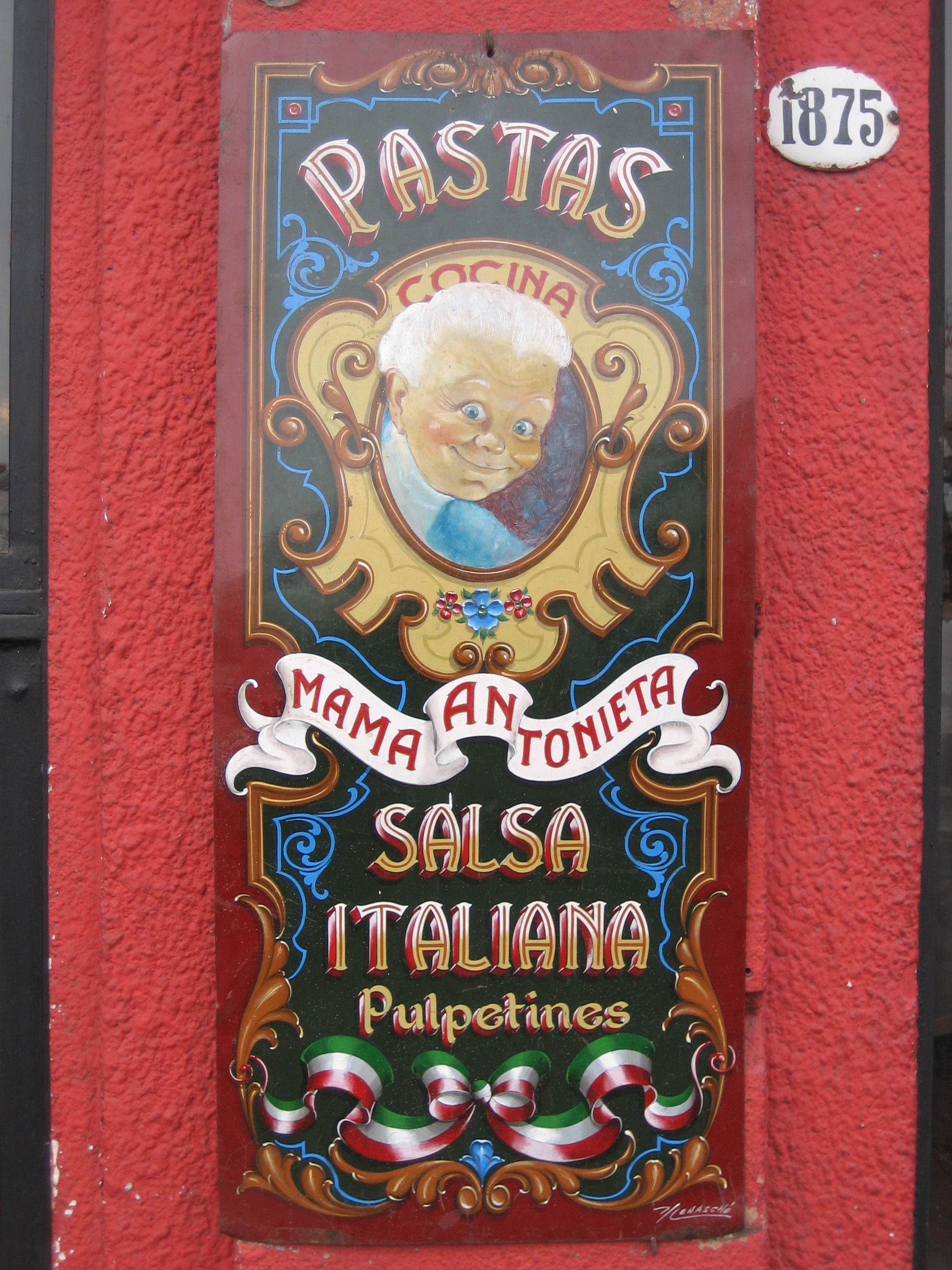
Mama Antonieta
Marta Grosso Atelier
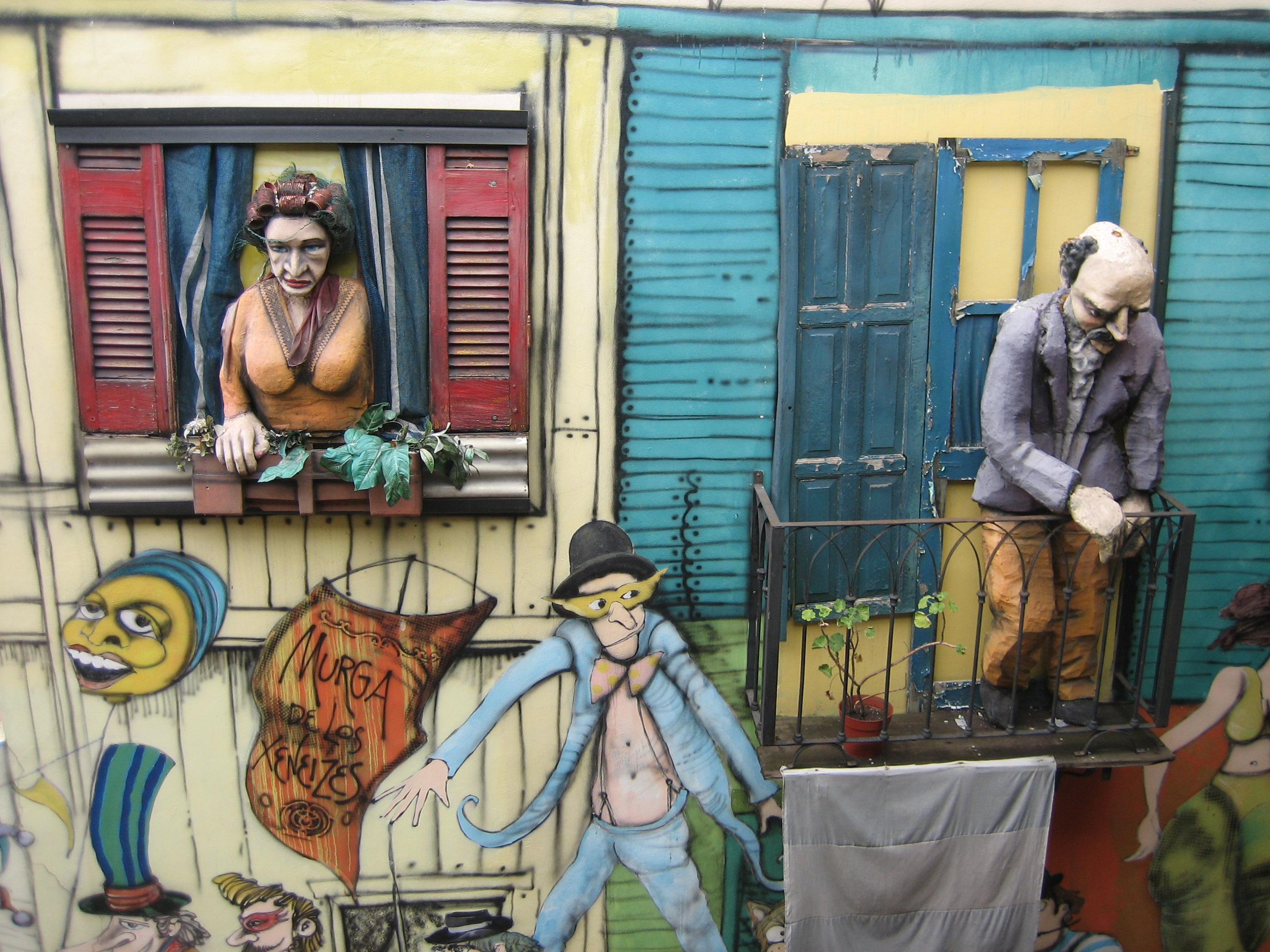
Murga de los Xeneizes

## Sport
La Boca è la sede della società polisportiva Boca Juniors, che deve la sua fama soprattutto alla sua sezione calcistica, fondata nel 1905.
Anche la società della squadra di calcio River Plate fu fondata nella Boca nel 1901, ma successivamente si trasferì nell'attuale sua sede.
Entrambe le squadre furono fondate da emigranti genovesi: la prima da un gruppo di "xeneizes", la seconda dalla fusione di due squadre di cui una creata da immigrati liguri. Esse, oltre a essere le più titolate squadre dell'Argentina, hanno dato vita alla più sentita rivalità calcistica del paese che culmina nel celebre Superclásico.